# Nouvelle-Zélande
Vous lisez un « bon article » labellisé en 2008.
Nouvelle-Zélande
(en) New Zealand 
(mi) Aotearoa 
La Nouvelle-Zélande (en anglais : New Zealand ; en maori : Aotearoa) est un pays insulaire d'Océanie situé dans l'Est de la mer de Tasman. Elle est constituée de deux îles principales : l'île du Nord et l'île du Sud, ainsi que de 700 plus petites îles. Se situant à environ 1 450 km au sud-sud-est de Grande Terre, en Nouvelle-Calédonie, dont elle est séparée par l'océan Pacifique Sud et à 1 491 km à l'est-sud-est de la Tasmanie, elle se trouve également à 1 595 km de Vanuatu (île d'Anatom), à 1 645 km au sud-est de l'Australie continentale et à environ 1 860 km au sud-sud-est des Fidji et des Tonga. La topographie variée du pays et ses pics montagneux, dont ceux des Alpes du Sud, doivent beaucoup au soulèvement tectonique et aux éruptions volcaniques. Sa capitale est Wellington et sa plus grande ville est Auckland. La plus grande ville de l'île du sud est Christchurch.
En raison de son éloignement, l'archipel néo-zélandais constitue la dernière grande masse continentale à avoir été découverte et colonisée par les hommes. Les îles ont d'abord été peuplées entre 1280 et 1350 environ, par les Polynésiens qui ont ensuite développé une identité maorie distincte. En 1642, l'explorateur néerlandais Abel Tasman devient le premier Européen à explorer et cartographier une partie de l'archipel. De 1788 à 1840, la moitié septentrionale de l'île du Nord est intégrée à la colonie britannique de Nouvelle-Galles du Sud, située en Australie. La colonisation y est désordonnée et les Britanniques ne portent qu'un intérêt limité pour le territoire néo-zélandais.
Des représentants du Royaume-Uni et des chefs maoris signent le traité de Waitangi le 6 février 1840, ce qui a pour effet de proclamer la souveraineté britannique sur l'ensemble des îles. En 1841, la Nouvelle-Zélande devient une colonie de peuplement à part entière au sein de l'Empire britannique. Ce changement s'accompagne d'une période de colonisation intensive, où les Britanniques conquièrent et colonisent l'entièreté de l'archipel, parfois à travers des guerres contre les Maoris entre 1843 et 1872. La Nouvelle-Zélande obtient progressivement sa souveraineté au cours de la première moitié du XXe siècle, celle-ci étant confirmée avec la Loi d'adoption du statut de Westminster en 1947.
Sa population, estimée à 5,3 millions d'habitants en 2024, est en majorité blanche, mais elle comporte aussi plusieurs minorités ethniques, avec les Maoris, suivis des Asiatiques et des Pacifiens. La culture néo-zélandaise est occidentale et est dérivée des colons européens (principalement britanniques). Il existe également une culture maorie distincte, ainsi que des cultures plus récentes résultant de l'augmentation et de la diversification de l'immigration depuis les années 1970. Les langues officielles sont l'anglais (de facto), le maori et la langue des signes, avec le dialecte local de l'anglais comme langue dominante.
À l'échelle nationale, le pouvoir législatif est confié à un Parlement monocaméral élu, tandis que le pouvoir exécutif est exercé par le cabinet, dirigé par le Premier ministre. Le roi Charles III est le monarque du pays et est représenté par le gouverneur général. La Nouvelle-Zélande est organisée en seize régions ; onze conseils régionaux et soixante-sept autorités territoriales œuvrent à des fins d'administration locale.
En tant que pays développé, la Nouvelle-Zélande figure en haut des classements internationaux en matière de qualité de vie, d'éducation, de protection des libertés publiques, de transparence du gouvernement et de liberté économique. La Nouvelle-Zélande a connu des changements économiques majeurs au cours des années 1980, qui l'ont fait passer d'une économie étatiste et protectionniste à une économie libérale et libre-échangiste. Le secteur des services domine l'économie nationale, il est suivi du secteur industriel et agricole. Le tourisme constitue également une importante source de revenus.
Le royaume de Nouvelle-Zélande comprend également le territoire dépendant de Tokelau, les États associés des Îles Cook et Niue, ainsi que la dépendance de Ross, correspondant à la revendication territoriale de la Nouvelle-Zélande en Antarctique. La Nouvelle-Zélande est membre de l'ONU, du Commonwealth, de l'ANZUS, de l'OCDE, de l'APEC, de la Communauté du Pacifique et du Forum des îles du Pacifique.

## Étymologie
Si la façon dont les Māoris désignaient la Nouvelle-Zélande avant l'arrivée des Européens est inconnue, on sait qu'ils appelaient l'île du Nord Te Ika-a-Māui (« le poisson de Māui »), et l'île du Sud Te Wai Pounamu (« eaux de jade ») ou Te Waka-a-Māui (« le waka de Māui »). Jusqu'au début du XXe siècle, l'île du Nord était également appelée Aotearoa, souvent traduit comme « pays du long nuage blanc ». En usage māori actuel, ce nom fait référence à tout le pays,.
Le premier nom européen de la Nouvelle-Zélande fut Staten Landt (en néerlandais Le Pays des États, d'après les États généraux des Provinces-Unies, responsables pour l'administration des Pays de la Généralité dont dépendait le territoire), donné par l'explorateur néerlandais Abel Tasman, qui fut en 1642 le premier Européen à avoir vu ces îles. Tasman supposa que ces terres faisaient partie d'un continent austral découvert en 1615 au sud du continent sud-américain par Jacob Le Maire.
Le nom de Nouvelle-Zélande (« nouvelle terre des mers ») trouve ses origines chez les cartographes néerlandais de l'époque, qui baptisèrent les îles Nova Zeelandia en honneur de la province néerlandaise de Zélande. L'origine du nom pour ces îles lointaines n'est pas vraiment connue, mais il apparaît pour la première fois en 1645 et peut avoir été le choix du cartographe Johannes Blaeu. L'explorateur anglais James Cook anglicisera le nom en New Zealand, en français Nouvelle-Zélande.
Le nom n'a aucun lien avec la région danoise de Seeland.

## Géographie

### Géographie physique
La Nouvelle-Zélande est composée de deux îles principales, l'île du Nord et l'île du Sud, toutes deux en mer de Tasman, à laquelle s'ajoute, tout au sud et plus petite,  l'île Stewart, aussi en mer de Tasman. De nombreuses autres îles plus petites sont isolées dans l'océan Pacifique, certaines d'entre elles étant même assez éloignées, proches du centre de l'hémisphère maritime. La superficie totale est de 268 680 km2 en incluant les îles des Antipodes, les îles Auckland, les îles Bounty, les îles Campbell, les îles Chatham, les Tokelau et les îles Kermadec, soit un peu moins que l'Italie ou la Pologne, et un peu plus que le Royaume-Uni. Le pays s'étend sur plus de 1 730 km depuis la côte sud de l'île Stewart jusqu'au cap Reinga, dans l'île du Nord, et possède 15 134 km de côtes. Parmi les autres îles habitées, les plus importantes sont l'île de la Grande Barrière (dans l'océan Pacifique, à l'entrée du golfe de Hauraki), l'île Waiheke (dans le Sud du même golfe), l'île Stewart, les îles Chatham (au sud-est de l'île du Nord) et les Tokelau (au nord des Samoa).
L'île du Sud (South Island) est la plus grande ; elle est traversée dans toute sa longueur par les Alpes du Sud (Southern Alps), dont le point culminant est l'Aoraki/Mont Cook avec ses 3 724 mètres d'altitude. Ce mont mesurait 3 754 mètres, mais un glissement de terrain a notamment raboté son sommet d'au moins dix mètres le 14 décembre 1991. De nouvelles mesures en janvier 2014 révèlent que son altitude est désormais de 3 724 m (12 218 pieds). L'île du Sud possède dix-huit sommets supérieurs à 3 000 mètres.

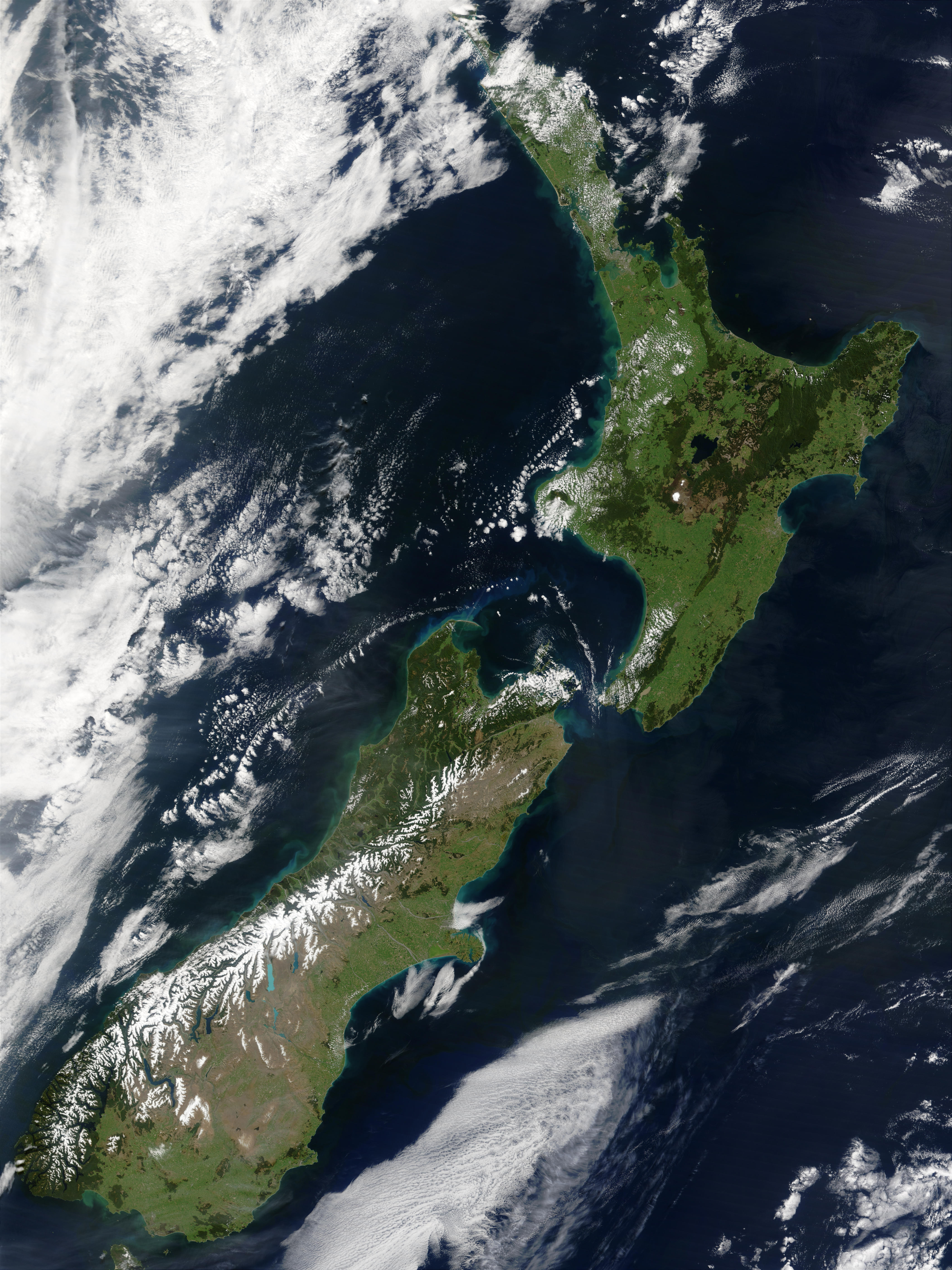
Photo satellite du pays prise en octobre 2002.

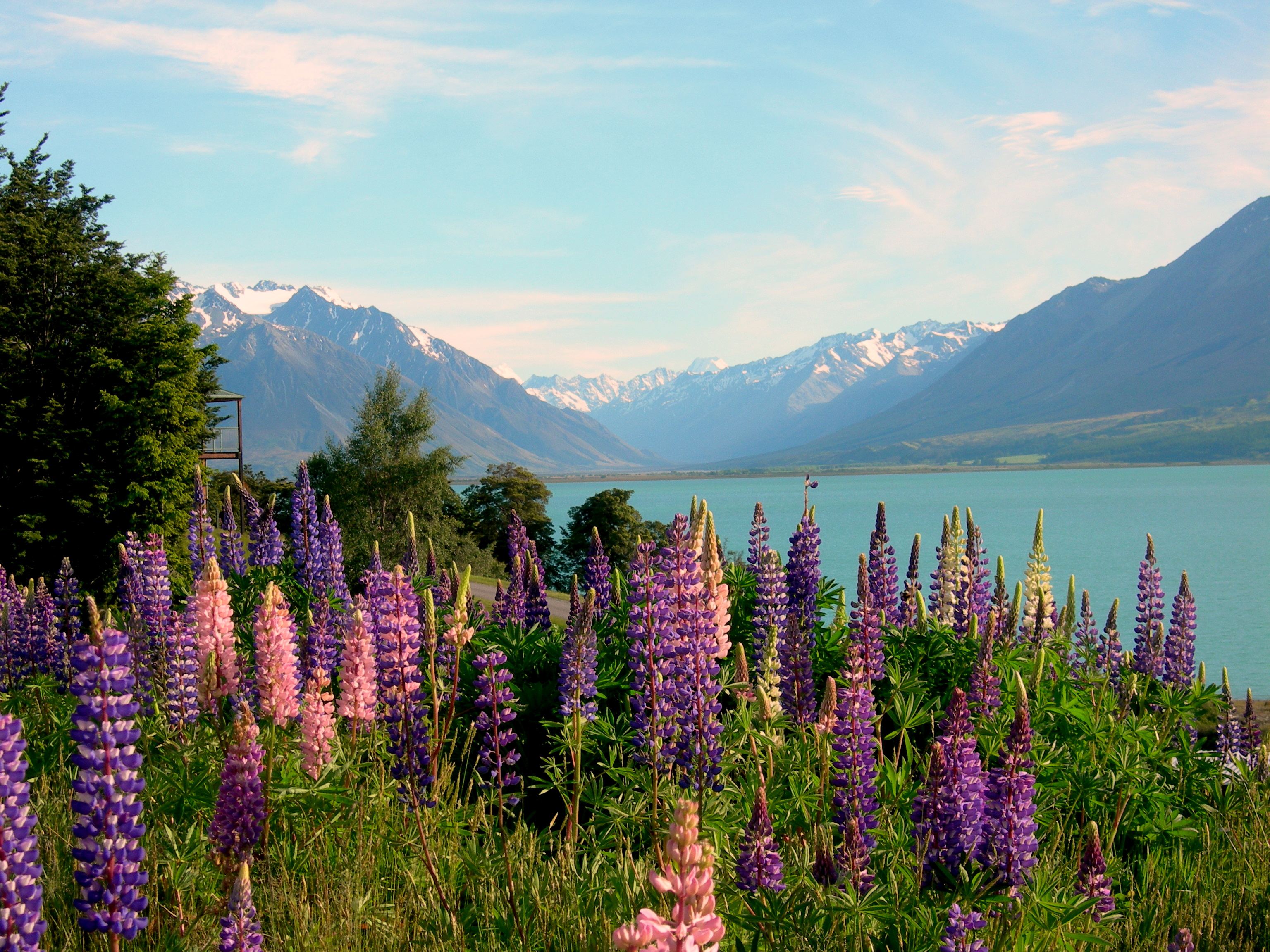
Lac Ōhau.

L'île du Nord (North Island) est quelque peu montagneuse, marquée par le volcanisme et une activité géothermique. Son point culminant, le mont Ruapehu (2 797 m), est d'ailleurs un volcan en activité. Les paysages tourmentés et étranges de la Nouvelle-Zélande lui ont valu l'intérêt des studios de cinéma et de télévision ; son industrie du tourisme a profité d'un intérêt accru pour le pays après la sortie des films du Seigneur des anneaux, réalisés par Peter Jackson, lui-même néo-zélandais.
La Nouvelle-Zélande possède d'énormes ressources marines : sa zone économique exclusive est la septième du monde et recouvre quatre millions de kilomètres carrés, soit plus de quinze fois la taille de sa superficie terrestre. Le pays est parsemé de lacs, particulièrement l'île du Sud, avec notamment le lac Te Anau (344 km2), mais le plus grand est le lac Taupo, dans l'île du Nord, avec 616 km2. L'eau (y compris les rivières, fleuves, lacs et glaciers) recouvre 659 km2. Parmi les cours d'eau les plus importants, on peut citer le Waikato, dans l'île du Nord, plus long fleuve du pays et dans l'île du Sud, le Clarence et le Waimakariri.
La Nouvelle-Zélande est isolée géographiquement. Son plus proche voisin, la Nouvelle-Calédonie, est situé à 1 452 km au nord-nord-ouest. Les autres terres voisines sont la Tasmanie à l'ouest, l'Australie continentale à l'ouest-nord-ouest, Vanuatu au nord, les Fidji au nord-nord-est et les Tonga au nord-est. Elle fait partie d'un continent remarquablement long et étroit appelé Zealandia, à 93 % submergé, dont la taille fait presque la moitié de celle de l'Australie. Il y a environ 25 millions d'années, une modification des mouvements des plaques tectoniques a commencé à étirer Zealandia avec force. Parmi les régions submergées de Zealandia, on trouve le plateau de Lord Howe, le plateau Challenger, le plateau de Campbell, la ride de Norfolk et le plateau de Chatham.
La Nouvelle-Zélande fait partie de la Polynésie et constitue l'angle sud-ouest du « triangle polynésien ».

### Climat
La température moyenne quotidienne à Wellington — la capitale, au centre du pays — est de 5,9 °C en hiver et 20,2 °C en été. Le climat de la Nouvelle-Zélande est globalement tempéré, océanique sur la majeure partie du pays ; les températures oscillent entre 0 °C et 31 °C[réf. nécessaire]. Les maxima et minima historiques sont 42,4 °C à Rangiora (Canterbury), et −21,6 °C à Ophir (Otago). Les conditions climatiques varient beaucoup selon les régions, de très humide dans la région de West Coast sur l'île du Sud à semi-aride dans le bassin de Mackenzie de l'intérieur du Canterbury et subtropical humide au Northland. Parmi les principales villes du pays, Christchurch est la plus aride, ne recevant que 640 mm de précipitations par an, tandis qu'Auckland, la plus humide, en reçoit presque le double. Auckland, Wellington et Christchurch ont toutes une moyenne annuelle de 2 000 heures de soleil.

## Environnement en Nouvelle-Zélande

### Faune et flore

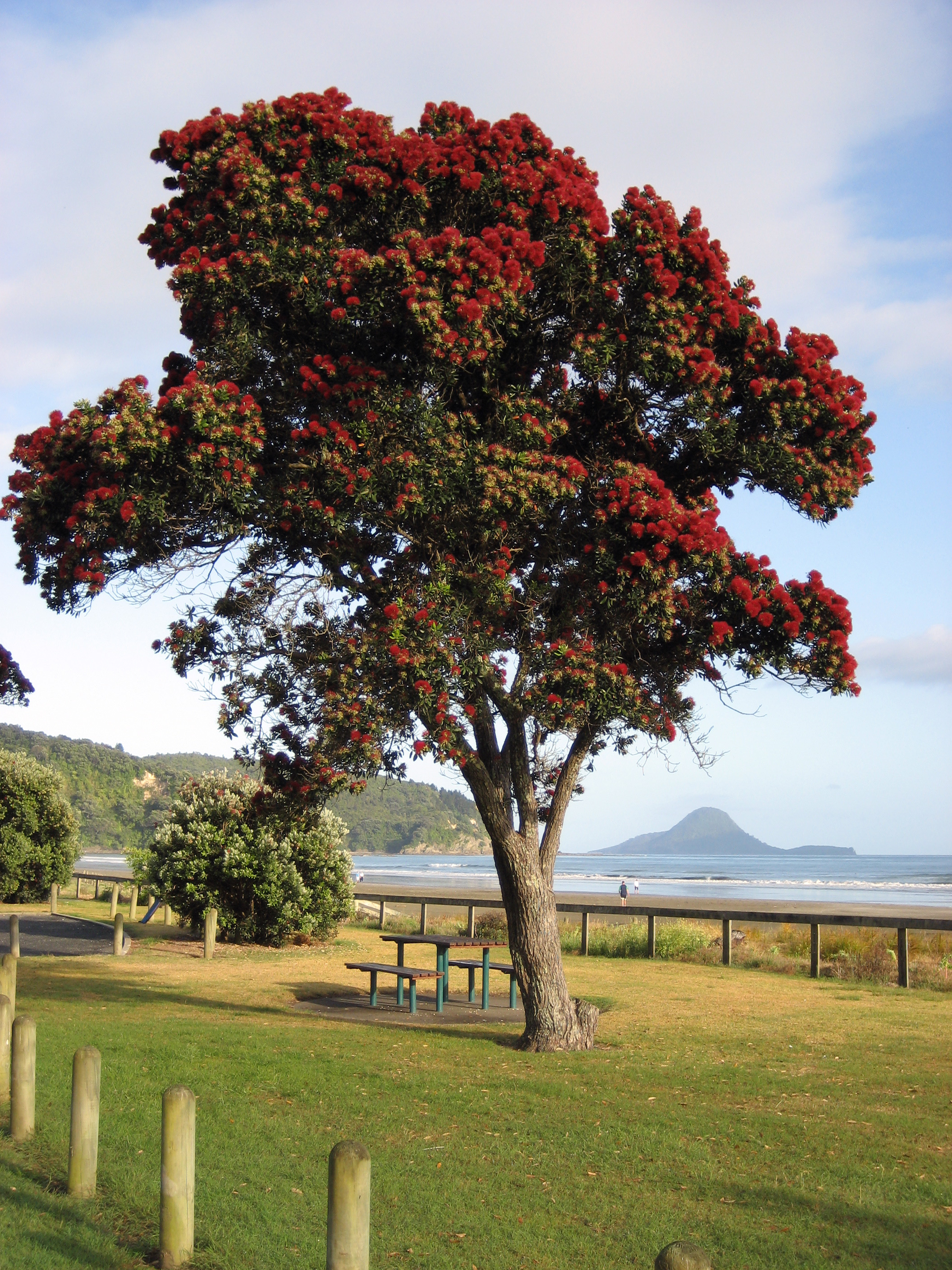
Deux Metrosideros excelsa (Pōhutukawa).

Son isolement géographique a permis le développement d'une faune et d'une flore endémiques riches et variées, allant des conifères kauri géants aux insectes weta, en passant par la fougère argentée et l'oiseau kiwi, ces deux derniers étant des symboles nationaux.

#### Spécificités
Avant l’arrivée récente de l’homme (entre 1050 et 1300) et des animaux introduits par l’homme, la faune de l’archipel de la Nouvelle-Zélande ne comptait que deux espèces de mammifères non marins, des chauves-souris, et aucun mammifère prédateur.
Les prédateurs dominants étaient donc des oiseaux, parmi lesquels l’Aigle géant de Haast le plus imposant. Du fait de l’absence quasi totale de mammifères, leurs proies étaient également des oiseaux. Les prises de l'aigle de Haast pouvaient peser de 60 à 100 kg, parfois même jusqu’à 200 kg.
En raison de son long isolement du reste du monde et de sa biogéographie insulaire, la Nouvelle-Zélande abrite une faune et flore très particulières. Environ 80 % de la flore n'existe que dans le pays, dont plus de quarante genres endémiques. Des 70 000 espèces terrestres du pays, seules environ 30 000 ont été décrites. Il y a 3 090 plantes, 5 800 champignons, 10 000 insectes, 2 600 arachnides, 61 reptiles et 336 espèces d'oiseaux (dont 64 espèces endémiques).
L'insularité a protégé cette faune et flore pendant des siècles jusqu'à l'arrivée des humains et des animaux qui voyageaient avec eux. Les Māoris ont introduit le chien polynésien (kuri) et la souris polynésienne (kiore). La seconde vague d'immigration mit fin à l'insularité de la Nouvelle-Zélande. La multiplication des échanges entre l'Europe, l'Australie et la Nouvelle-Zélande a permis la propagation d'espèces nouvelles, dont certaines invasives. Aujourd'hui, on trouve parmi les espèces introduites 33 mammifères, 33 oiseaux, un lézard, trois grenouilles, 20 poissons d'eau douce, environ 1 000 invertébrés et environ 6 000 plantes (dont 2 000 plantes fleurissant à l'état sauvage).
Pour enrayer la perte de biodiversité en Nouvelle-Zélande, le ministère de la Conservation protège environ 30 % du territoire. Ce chiffre semble considérable, mais il doit être relativisé et ce pour deux raisons : tout d'abord, la Nouvelle-Zélande est peu peuplée et, d'autre part, la plupart de ces territoires se situent au sud, de sorte que le DoC évite ainsi les conflits d'usage avec les utilisateurs du territoire. Ces mesures associées à des programmes de recherche très ambitieux commencent à porter leurs fruits.
Une étude du programme NZ SeaRise indique en 2022 que le niveau de la mer monte bien plus rapidement que prévu en Nouvelle-Zélande, ce qui laisse moins de temps aux autorités pour planifier la manière de s’adapter aux conséquences du changement climatique, notamment par la relocalisation des habitants vivant le long des côtes. En outre, Wellington et Auckland, les deux plus grandes villes de l’archipel, pourraient connaître des inondations importantes chaque année dès 2040, ce qui auparavant n'était pas attendu avant 2060.

#### Flore

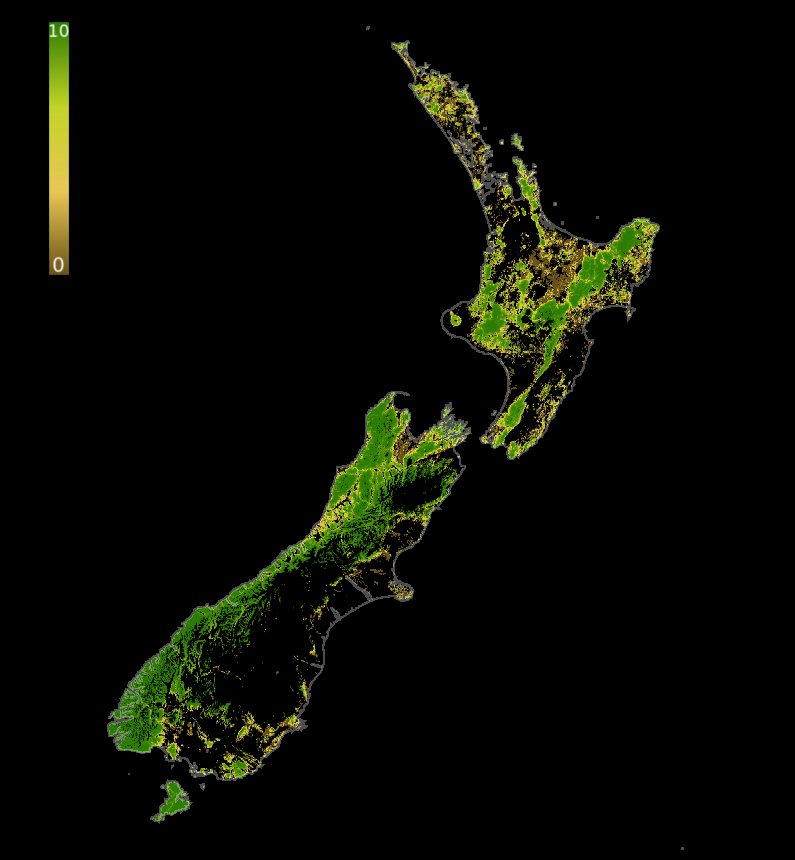
La Nouvelle-Zélande avait un score moyen de l'Indice d'intégrité du paysage forestier 2019 de 7,12, la classant 55e sur 172 pays.

Avant l'arrivée des humains, environ 80 % des terres étaient recouvertes de forêt. La déforestation a été importante au XIXe siècle. Les principaux types d'arbre dans les forêts qu'on rencontre aujourd'hui sont les podocarpes, et dans les régions à climat plus frais les Nothofagus, arbres proches des hêtres de l'hémisphère nord. Les autres types de végétation sont celles des plaines et des régions subalpines, ainsi que des arbustes entre les plaines et les forêts. Les fougères du pays sont également renommées (une espèce, Cyathea dealbata aussi connue sous le nom de fougère argentée en raison de sa coloration en sous face de la fronde, étant devenue symbole du pays ainsi que de son équipe nationale de rugby à XV) de même que les étonnantes mégaherbes des îles sub-antarctiques du pays.
La conversion des terres en pâturage a entraîné une perte de 70 000 hectares de la végétation naturelle, détruisant une partie de la biodiversité.

#### Faune

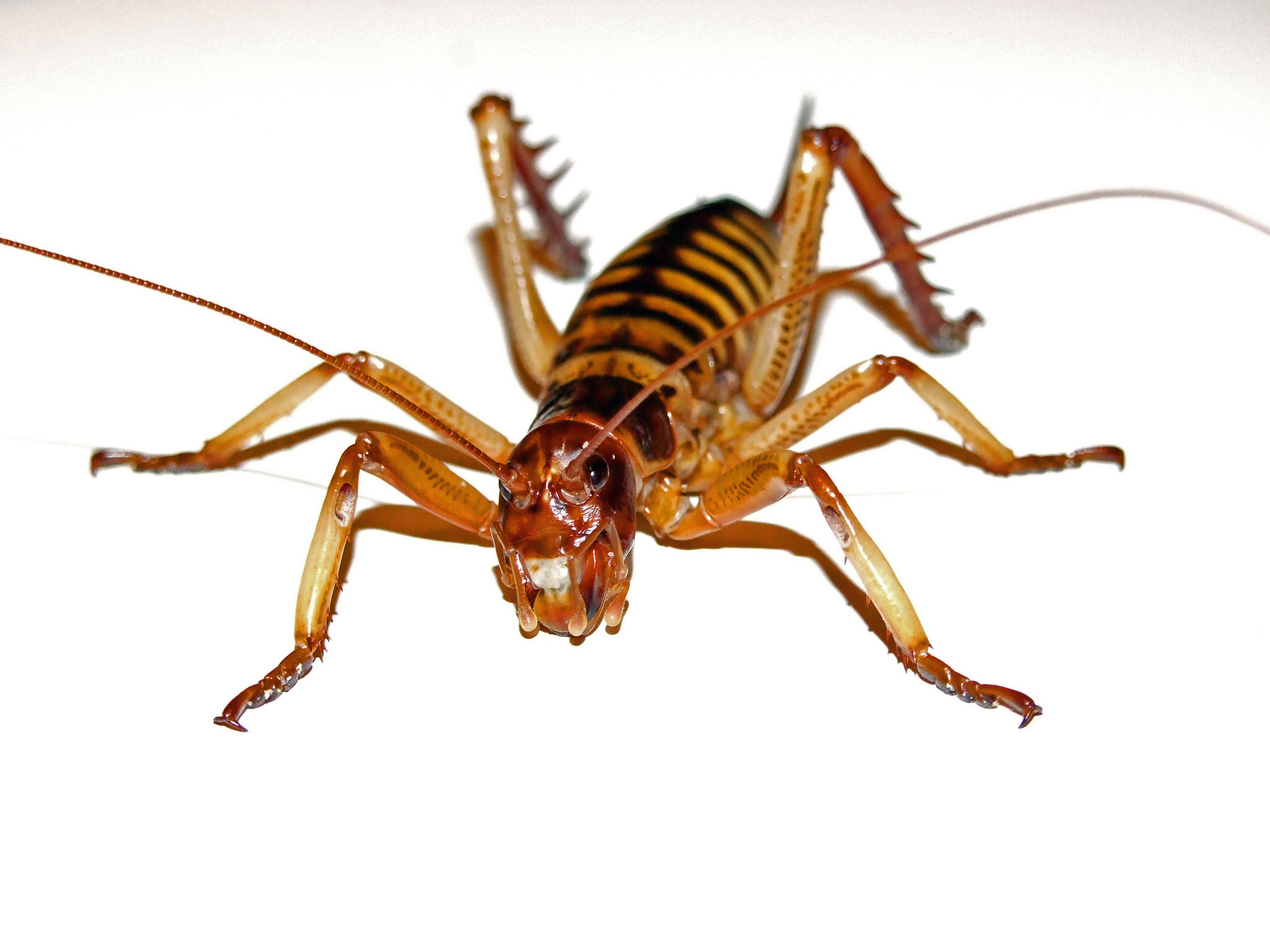
Weta femelle.

Les forêts furent autrefois habitées par diverses espèces de mégafaune, dont plusieurs oiseaux incapables de voler, comme le moa.
Aujourd'hui plusieurs autres oiseaux, dont le kiwi, le kakapo et le takahé, sont en danger d'extinction. Il y a d'autres oiseaux notables : l'aigle géant de Haast (éteint), le nestor superbe (kākā en māori), le kereru et le kéa. Les reptiles sont représentés par les scinques, les geckos et les tuataras. Il y a également quatre espèces de Leiopelma et une seule espèce d'araignée venimeuse, la katipo, rare et habitant les régions côtières ; il n'y a aucune espèce de serpent en Nouvelle-Zélande. À noter également la présence de Sandflies (en) (mouche des sables), notamment sur les plages et près des points d'eau. Les piqûres de ces insectes ressemblent aux piqûres de moustiques.
Il y a de nombreuses espèces endémiques d'insectes, dont une, le weta, peut devenir aussi grande qu'une souris et représente l'espèce d'insectes la plus lourde du monde. Quant aux 29 espèces de poissons, 90 % sont endémiques et sont pour la plupart petites et discrètes, seules trois font plus de deux kilogrammes : deux espèces d'anguille et le kokopu géant (une autre grande espèce, le grayling, s'est éteinte au début du XXe siècle).
On a longtemps pensé que, à part trois espèces de chauve-souris dont une est éteinte, il n'y avait jamais eu de mammifères terrestres dans le pays. Toutefois, en 2006, des scientifiques ont trouvé  dans la région d'Otago sur l'île du Sud des os appartenant à un animal terrestre de la taille d'une souris, éteint depuis longtemps.
Un rapport gouvernemental paru en 2019 indique que près de 4 000 espèces de Nouvelle-Zélande sont menacées d'extinction. D'après l'association écologiste Forest & Bird (en), ces résultats catastrophiques sont dus à « des décennies de procrastination et de déni ».

### Impacts de l'Homme sur les milieux naturels
La Nouvelle-Zélande produit du pétrole, du gaz naturel et du charbon ; elle importe du pétrole (85 % de sa consommation intérieure), exporte du charbon (43 % de sa production) et consomme la totalité de sa production de gaz naturel. Sa production d'électricité est tirée à 79,2 % des énergies renouvelables (hydraulique : 55,9 % ; géothermie : 16,7 % ; éolien : 5,1 %).
En 2015, l'organisation Global Footprint Network (GFN) indique que la Nouvelle-Zélande est un des 57 pays (sur 181) qui préserve ses ressources naturelles. La biocapacité par personne s'élève à environ 8,9 hag (hectare global par habitant), l'empreinte écologique par personne à 5,1 hag. Si le pays connait un très léger déficit agricole, les réserves de bois sont préservées et l'empreinte carbone est bien inférieure à la capacité forestière, d'où un bon bilan carbone.
En 2007, La Nouvelle-Zélande arrivait en 4e position des pays de l'OCDE pour ce qui est de l'intensité d'émissions de gaz à effet de serre du à son économie et ces émissions continuaient d'augmenter.
En 2007, si la qualité de l'air restait bonne dans l'ensemble, elle s'était dégradée dans certaines agglomérations, principalement du fait des émissions automobiles et industrielles.

## Histoire

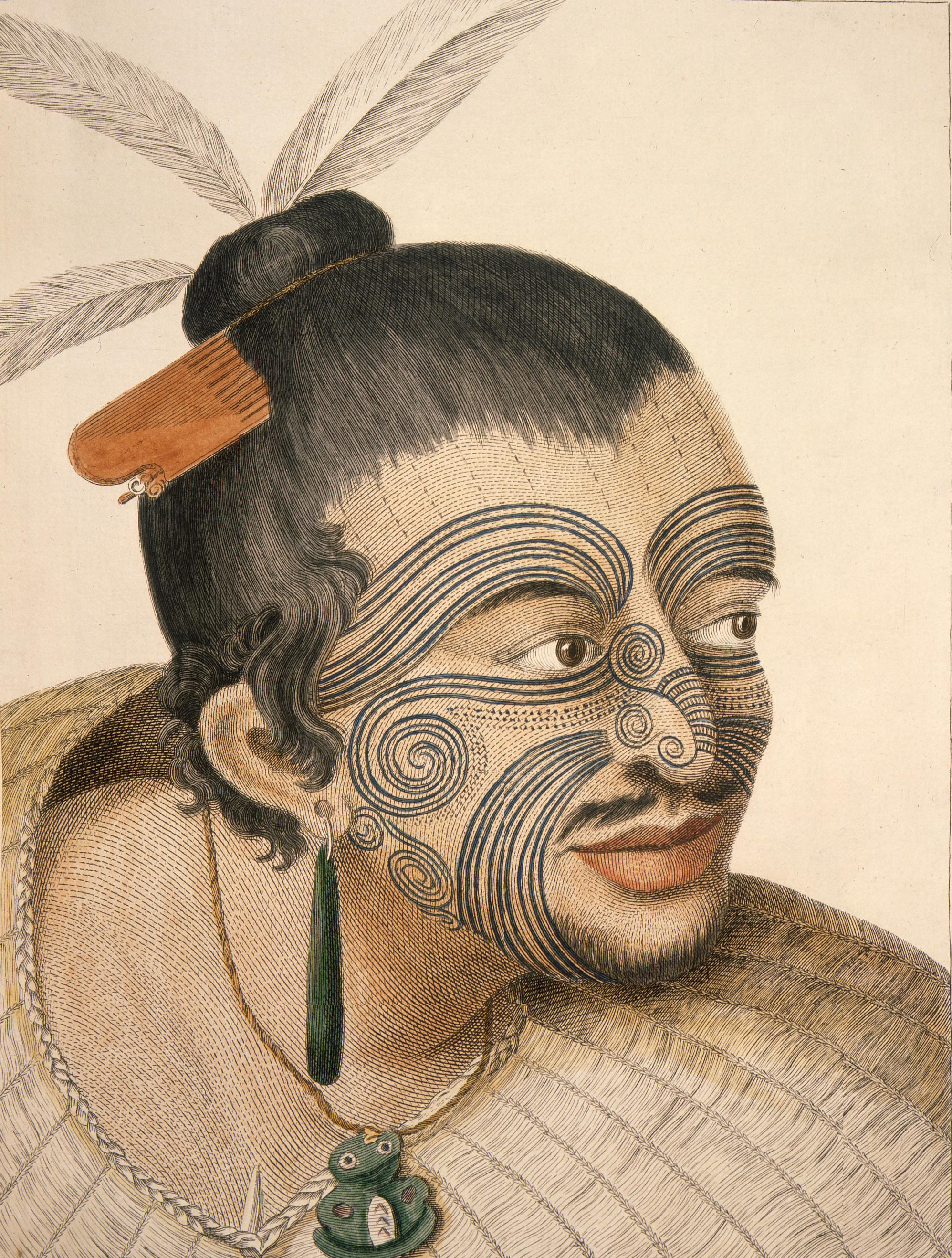
Portrait d'un homme maori avec un moko facial complet. Gravure colorée à la main d'un chef māori, réalisée en 1784 par Thomas Chambers d'après une œuvre originale de Sydney Parkinson réalisée en 1769 à la suite du premier voyage du capitaine James Cook en Nouvelle-Zélande.

### Chronologie jusqu'au dominion
- vers le XIIIe siècle : les Māoris s'installent sur l'archipel néo-zélandais.
- 1542 : cartographie de Jean Rotz, de l'École de cartographie de Dieppe
- 1642 : Abel Tasman, navigateur néerlandais, découvre la côte occidentale.
- 1769-1770 : le capitaine britannique James Cook atteint la Nouvelle-Zélande et la cartographie.
- 1814 : premier navire missionnaire, l'Active commandé par Thomas Hansen.
- 1835 : proclamation des Tribus unies de Nouvelle-Zélande.
- 1837 : la Compagnie de Nouvelle-Zélande est créée.
- 1840 : le traité de Waitangi est signé.
- 1841 : un gouvernement colonial britannique est mis en place.
- 1843-1848 : première guerre entre Māoris et colons.
- 1852 : loi constitutionnelle accordant l'autonomie politique à la colonie.
- 1860-1870 : deuxième guerre entre Māoris et colons.
- 1870 : la Nouvelle-Zélande prospère (période calme et découverte de l'or)
- 1879 : le suffrage universel masculin est instauré[30].
- 1891-1912 : les libéraux mènent une politique sociale avancée.
- 1893 : la Nouvelle-Zélande est le premier pays au monde à instituer le droit de vote des femmes.
- 1907 : la Nouvelle-Zélande voit son indépendance confirmée en devenant un dominion.

### Avant les Européens
La Nouvelle-Zélande est l'un des territoires les plus tardivement peuplés : les premiers colons sont des Polynésiens de l'est (îles de la Société, îles Cook, les îles australes de Polynésie française) qui arrivent probablement entre 1200 et 1300 de notre ère, naviguant dans des waka avec l'aide des systèmes météorologiques subtropicaux ou des oiseaux migrateurs ou des baleines, et établissent la culture indigène maori. C'est vers la même époque que d'autres groupes de Polynésiens s'installent aux îles Kermadec et l'île Norfolk ; ce n'est que plusieurs siècles plus tard qu'ils coloniseront les îles Chatham, y développant leur propre culture moriori,.

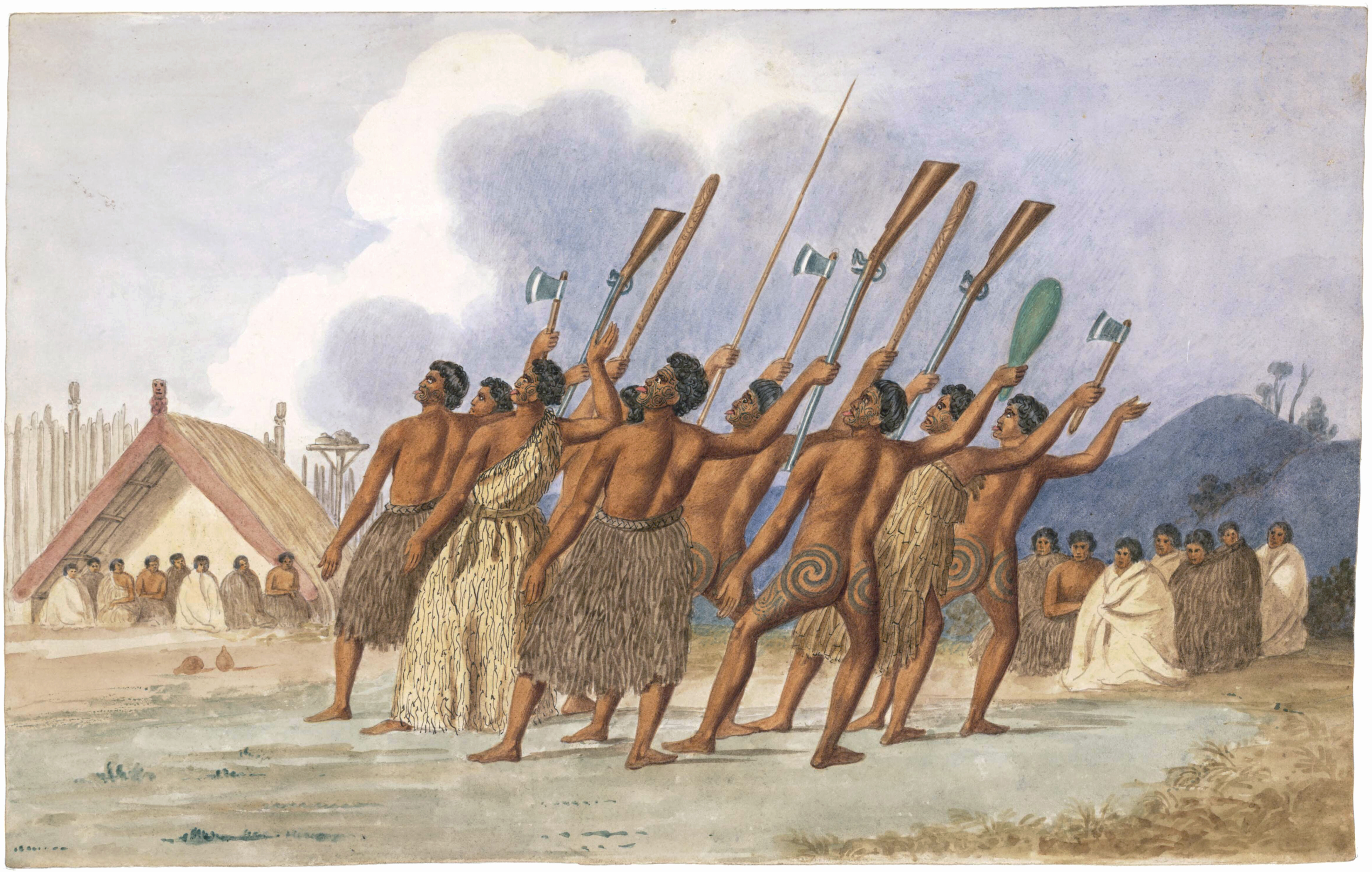
Danse maori.

La date de l'arrivée des premiers Maoris varie selon les sources, mais la plupart s'accordent sur le siècle entre 1250 et 1350,. L'historien néo-zélandais Michael King suggère le XIIIe siècle, tandis qu'un autre historien néo-zélandais, James Belich, suggère le milieu du XIe siècle.
Ils arrivent au nord de l'île du Nord et rencontrent des forêts tempérées et des espèces qu'ils n'avaient pas vues auparavant dans les îles à climat plus doux d'où ils étaient originaires (le moa, l'aigle géant de Haast, la weta...). Ils introduisent le chien et le rat polynésien (kiore), le taro, la variété de patate douce appelée kūmara, le mûrier à papier et l'épinard hawaïen.
Les iwi (tribus) se divisent en hapū (clans) qui peuvent se disputer ou se combattre, mais coopèrent en cas d'hostilité de la part d'un autre iwi à l'encontre du leur. Les hapū, comportant jusqu'à plusieurs centaines de personnes, sont eux-mêmes divisés en whānau (parentèle), concept culturel aujourd'hui encore très respecté des Māoris et à la base de la structure de leur société. Les iwi et hapū pouvaient se modifier sous l'effet des conflits (particulièrement sur les ressources exploitables), de l'élargissement ou diminution du nombre de membres, des fusions. Leurs noms pouvaient venir d'un illustre ancêtre (femme ou homme), d'un évènement marquant dans leur histoire, voire du nom des chefs des groupes ayant décidé de resserrer leurs liens et de fusionner.

### Premiers Européens

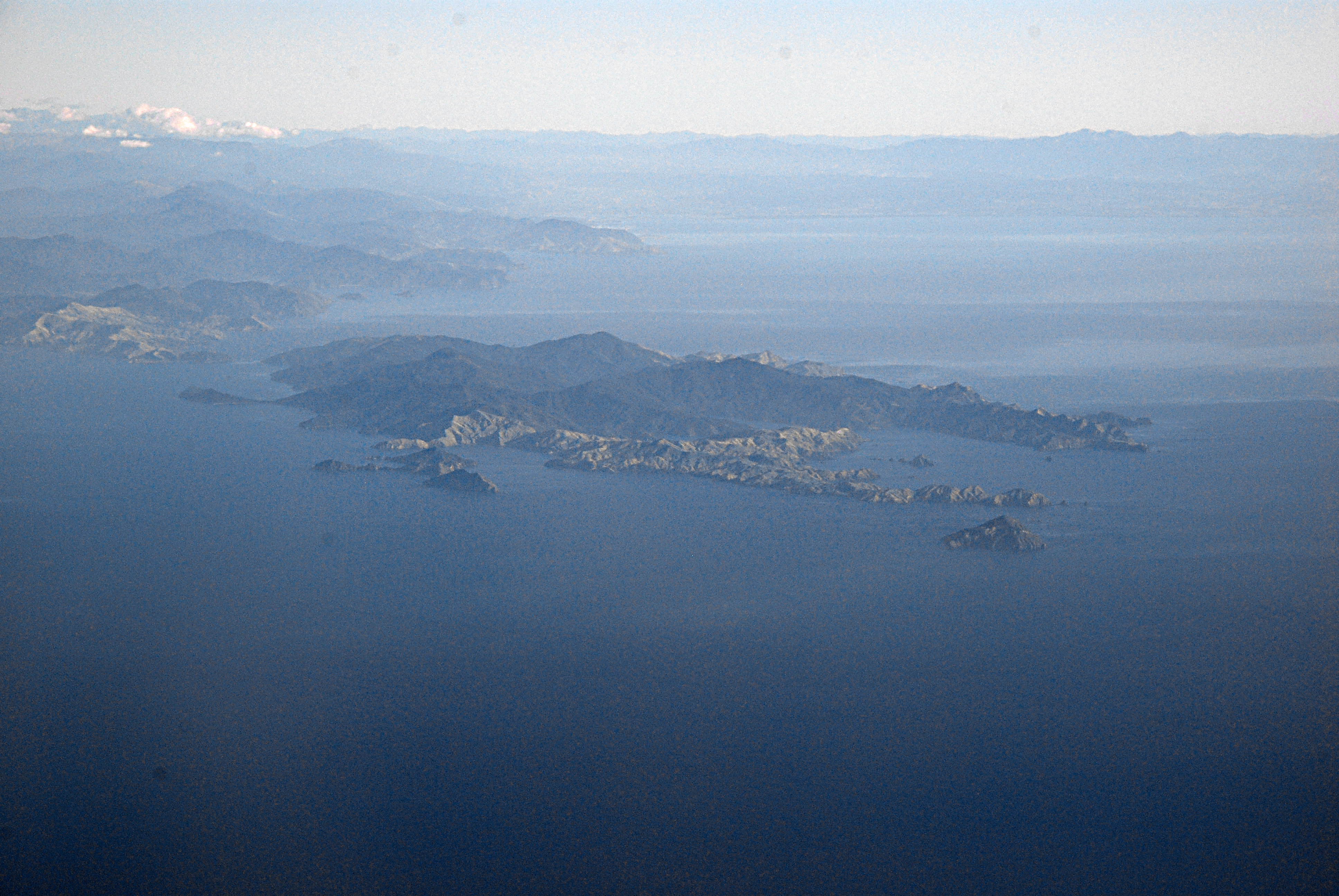
L'île d'Urville, refuge des premiers explorateurs.

Les premiers explorateurs européens qu'on sait avoir abordé la terre néo-zélandaise sont les néerlandais Abel Tasman, qui arrive de Batavia en 1642, son équipage (dont Franz Jacobszoon Visscher, pilote-major, et Isaack Gilsemans, qui réalise les premiers dessins de la Nouvelle-Zélande), sur les navires Heemskerck et Zeehaen. Plusieurs d'entre eux sont tués par des Māoris le 19 décembre de la même année, dans ce qui est aujourd'hui Golden Bay, que Tasman nomme Moordenaers Bay (« Baie des Tueurs »). Quelques jours après leur mort, Tasman écrit dans son journal que c'étaient « de très belles terres » ; ils auraient vu, entre autres régions, les Alpes du Sud. Ils s'arrêtent à l'île d'Urville, où Tasman se doute de l'existence du détroit de Cook mais doit renoncer à explorer les environs en raison du mauvais temps.
Aucun autre Européen ne visite la Nouvelle-Zélande jusqu'au voyage de 1768-1771 du capitaine James Cook à bord de l'Endeavour. Envoyé par le gouvernement britannique, il arrive en 1769 et cartographie presque toute la côte en prenant soin de décrire en détail les terres qu'il explore, que ce soit en Australie ou en Nouvelle-Zélande, pour une éventuelle colonisation. Ces cartes très détaillées sont longtemps utilisées par les explorateurs. Joseph Banks l'accompagne et dessine la faune et flore du pays avec Daniel Solander, botaniste, et plusieurs autres dessinateurs ; il ne retourne pas en Nouvelle-Zélande, mais conserve un grand intérêt pour le pays jusqu'à sa mort en 1820.
James Cook y retourne à deux reprises, utilisant la Nouvelle-Zélande comme base pour ses explorations de la côte australienne, une fois compris que la Nouvelle-Zélande ne fait pas partie du continent Terra Australis Incognita. Ayant l'esprit plus ouvert à propos des autochtones des pays qu'il visite que la plupart de ses concitoyens, essayant de communiquer avec eux, il les présente à ses supérieurs comme « les possesseurs naturels et légaux des terres qu'ils habitent »,.
Sur les traces de Cook, on trouve George Vancouver et William Broughton, qui partent ensemble à bord des navires Discovery et Chatham ; Vancouver découvre les Snares et Broughton les îles Chatham en novembre 1791. En février 1793, l'Italien Alessandro Malaspina, commandant d'une expédition espagnole de deux navires, explore un peu la région, mais dresse peu de cartes. 1820 voit l'arrivée de Fabian Gottlieb von Bellingshausen, commandant deux navires russes, Mirny et Vostok, qui s'arrête au Bassin de la Reine-Charlotte avant de continuer vers sa destination, l'Antarctique. Les Français sont également présents dans la région, de Surville la même année que Cook (il rencontre beaucoup de difficultés et accidents et tue des Māori), Du Fresne mène l'exploration des côtes néo-zélandaises en 1772, deux bateaux mouillent dans la baie des Îles (Bay of Islands), renommée Port-Marion par les Français (au début en bons termes avec les Māori, mais la fin de l'expédition se solde par un massacre d'Européens et de Māoris), D'Entrecasteaux, Duperrey et D'Urville.

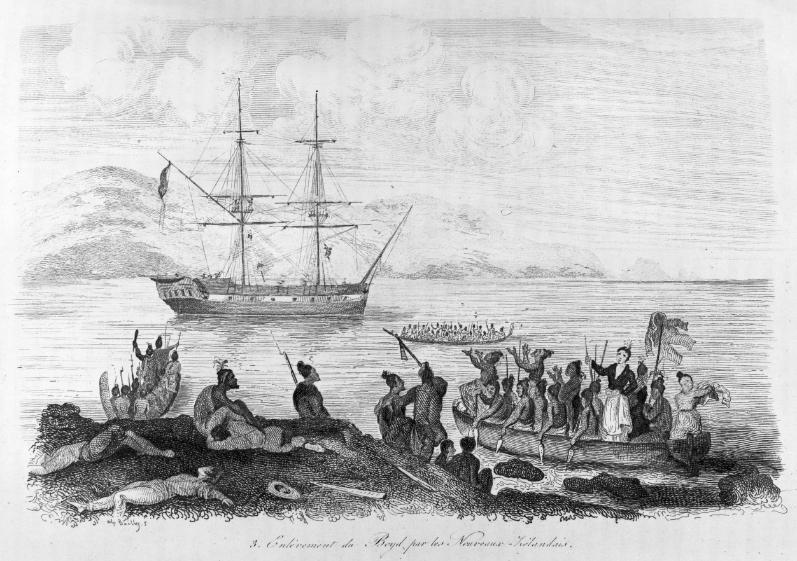
Massacre du Boyd en 1809

Il est suivi par de nombreux navires de chasse à la baleine et au phoque ainsi que de divers marchands. Ils échangent des produits et des vivres européens, particulièrement des outils métalliques et des armes, contre du bois, des vivres, des artefacts et de l'eau des Māori ; parfois, les Européens échangent leurs produits contre des relations sexuelles. Chez les Maori, l'agriculture et la guerre sont transformées par l'arrivée de la pomme de terre et du mousquet, les Guerres des mousquets qui en résultent cessent quand ces armes sont plus équitablement réparties parmi les Maori. Les missionnaires chrétiens arrivent en Nouvelle-Zélande au début du XIXe siècle, convertissant progressivement la population maorie, mal soutenue par sa foi face à l'invasion de la civilisation occidentale et les maladies européennes auxquelles son système immunitaire n'est pas préparé.
Les iwi deviennent peu à peu plus importantes que les hapu, car moins nombreuses et donc plus faciles à gérer pour les Européens, et partout en Nouvelle-Zélande les Māori se déplacent, certains pour profiter du commerce avec les Européens et d'autres pour les éviter.

### Traité de Waitangi
De 1788 à 1840, les îles de Nouvelle-Zélande font officiellement partie de la Nouvelle-Galles du Sud (Australie). Se rendant compte du caractère désordonné de la colonisation européenne en Nouvelle-Zélande et de l'intérêt croissant de la France pour ce territoire, le gouvernement britannique envoie William Hobson proclamer la souveraineté britannique et négocier un traité avec les Māoris. Le Traité de Waitangi est signé dans la Baie des Îles le 6 février 1840. Ce traité est écrit rapidement et dans la confusion ; on se dispute encore sur la traduction du document en māori. Le traité est vu comme l'acte fondateur de la Nouvelle-Zélande en tant que nation et comme la charte garantissant les droits des Māoris.
En 1839, la population totale non-māorie était de 2 000 personnes ; en 1852, elle était de 28 000. À partir de 1840, un nombre grandissant de colons européens émigrent en Nouvelle-Zélande, encouragés par les efforts de la Compagnie de Nouvelle-Zélande, qui fonde Wellington un peu avant la signature du Traité ; dans les deux années qui suivent sont fondées Wanganui, Nelson, et New Plymouth. Otago sera fondé en 1848 et Christchurch en 1850. Dans les années 1850, la plus grande partie de l'intérieur de l'île du Nord était connue des Européens ; on attendra les années 1860 et l'arrivée des orpailleurs pour connaître la géographie de l'île du Sud. Deux-tiers des immigrants viendront du sud de l'Angleterre ; peu de personnes d'autres nationalités y émigreront : 281 Allemands à Nelson en 1843-1844, cent Français à Akaroa en 1840, des Écossais (particulièrement de Glasgow et Édimbourg) en Otago... Moins de 2 % viendront d'Irlande.
Au début les Māoris se lancent avec enthousiasme dans le commerce avec ceux qu'ils appelaient Pakeha, et de nombreux iwi (tribus) deviennent riches. Mais les conflits se multiplient avec l'augmentation du nombre de colons, pour aboutir aux guerres maories des années 1860 et 1870, qui provoquent la perte de beaucoup de terres par les Māoris. Le détail et l'interprétation de la colonisation européenne et de l'acquisition des terres māories demeurent aujourd'hui controversés. Globalement, la population māorie passera de 80 000 à 42 000 personnes entre les années 1840 et 1891.

### De l'autonomie à l'indépendance

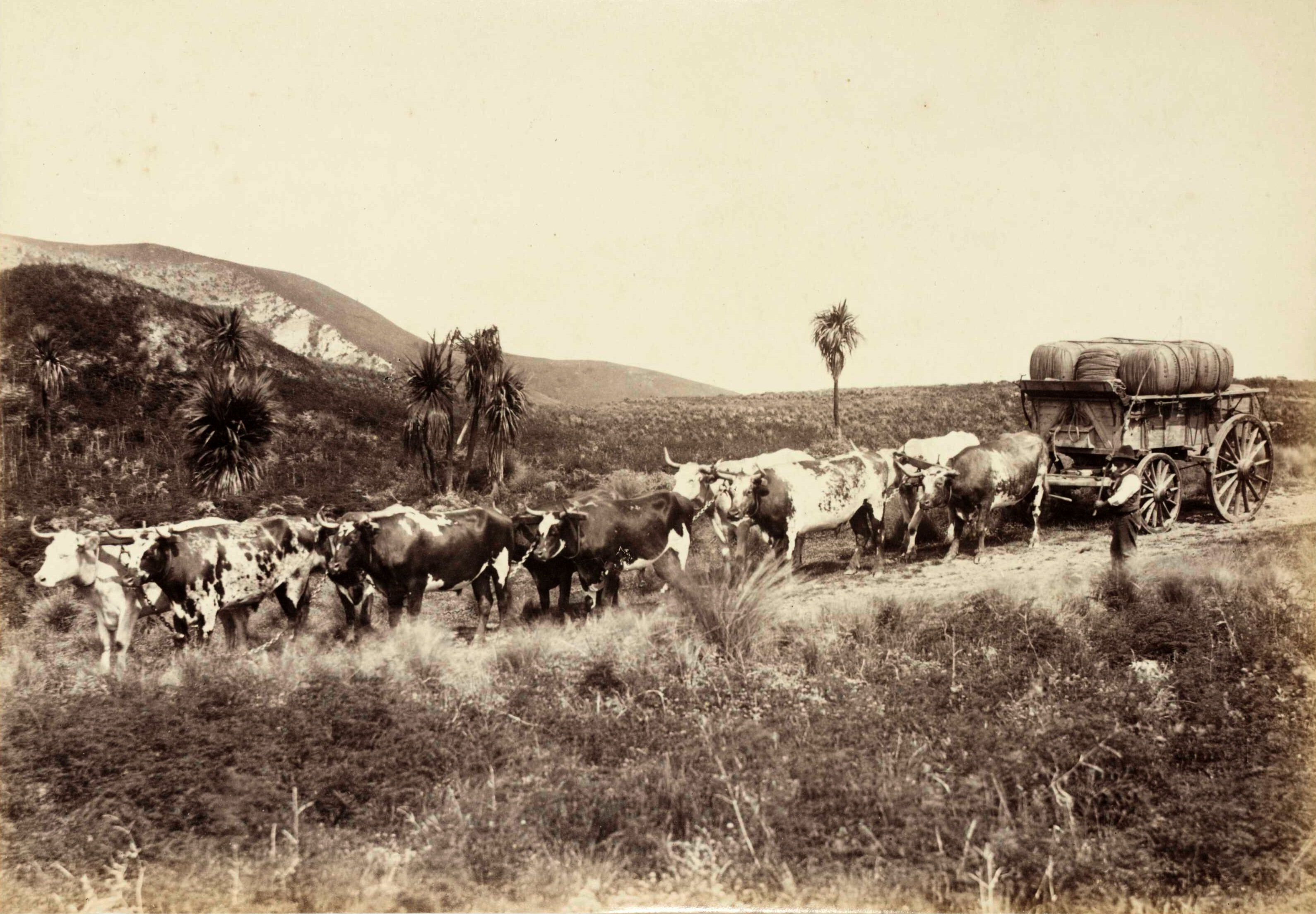
Charrette à bouvillons, Cheviot, circa 1880.

En 1854, le premier Parlement de Nouvelle-Zélande, établi par le Parlement du Royaume-Uni, à travers la New Zealand Constitution Act de 1852, conduit le pays vers une autonomie partielle, et vers la fin du siècle, elle sera entièrement autonome. Cette période verra une explosion démographique, puisqu'en 1870 la population pākehā atteindra 250 000 alors qu'en 1853 elle était de 30 000.

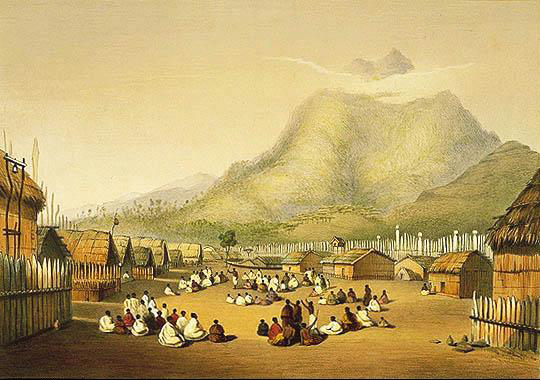
Tūkaitote, la pa de Te Wherowhero, qui est devenu premier roi māori (1857-1860).

En 1893, elle est le premier pays à donner le droit de vote aux femmes après notamment une pétition signée par près d'un quart de la population féminine. La Nouvelle-Zélande devient un dominion en 1907 et le pays est entièrement souverain en 1947 lors de la ratification du Statut de Westminster de 1931 ; en pratique le Royaume-Uni avait cessé depuis longtemps de jouer un quelconque rôle dans la politique du pays. Plus la Nouvelle-Zélande devenait indépendante politiquement, plus elle le devenait aussi économiquement : dans les années 1890, la réfrigération dans le transport des produits commerciaux lui permet de baser toute son économie sur l'exportation de la viande et de produits laitiers vers le Royaume-Uni.

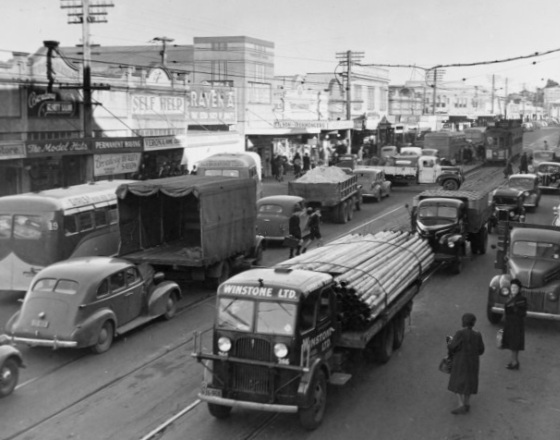
Voitures, Newmarket, Auckland, circa 1950.

La Nouvelle-Zélande est un membre enthousiaste de l'Empire colonial britannique, envoyant des hommes lutter dans la seconde guerre des Boers et la Première et Seconde Guerre mondiale ; elle le soutient également lors de la crise du canal de Suez. Le pays fait partie de l'économie mondiale et souffre comme les autres pendant la Grande Dépression des années 1930. Cette dépression mène à l'élection du premier gouvernement travailliste, qui établit un État-providence et une économie protectionniste.
La Nouvelle-Zélande entre dans une période de prospérité grandissante après la fin de la Seconde Guerre mondiale. Toutefois, certains problèmes sociaux se développent en même temps. Les Maoris commencent à migrer vers les villes et abandonnent peu à peu leur mode de vie traditionnel : en 1936, 83 % habitaient en région rurale et 17 % en ville ; en 1986, les pourcentages étaient presque inversés avec 80 % des Maori en ville. Le recensement de 2001 révèle que 20 % des Maori ne connaissent pas leur iwi d'origine, et beaucoup de ceux qui s'en souviennent ne connaissent pas leur hapu. Privée d'attaches culturelles et familiales, isolée dans la pauvreté urbaine, la jeunesse maorie qui n'avait connu que la ville se rebella en créant et rejoignant des gangs, mais aussi des groupes culturels, de soutien et d'éducation sur la culture maorie pour accompagner tous ceux qui veulent se reconnecter avec leurs origines. On construira des marae urbains ouverts à tous, Maori ou Pakeha.
Le mouvement de protestation maori se forme, critiquant l'eurocentrisme et cherchant une meilleure reconnaissance de la culture maorie et du traité de Waitangi, qu'ils considéraient trahi. En 1975 est créé le Tribunal de Waitangi, qui enquête dès 1985 sur les violations du traité. Comme dans les autres pays développés, les mœurs et le comportement politique changent pendant les années 1970 ; le commerce avec le Royaume-Uni est fragilisé par son adhésion à la Communauté européenne. De grands changements économiques et sociaux ont lieu dans les années 1980 sous le quatrième gouvernement travailliste, particulièrement par la politique du ministre des finances, Roger Douglas. Entre 1984 et 1990, la Nouvelle-Zélande, qui avait l'économie « la plus réglementée et la plus planifiée » de l'OCDE, devient « l'une des économies les moins règlementées au monde » : c'est la période des Rogernomics.
Pendant les années 2000, l'économie de la Nouvelle-Zélande étant moins forte que celle de l'Australie et d'autres nations développées, on voit une fuite des cerveaux de jeunes Néo-Zélandais vers l'Australie en particulier (35 300 de septembre 2006 à septembre 2007), mais aussi le Royaume-Uni et d'autres pays anglophones ; c'est également le cas des Maori. Dans la même période, on a vu 13 579 Australiens migrer en Nouvelle-Zélande.
Ce phénomène est en passe de disparaître, la Nouvelle-Zélande jouissant depuis 2008 d'un taux de croissance supérieur à tous les autres pays anglo-saxons, dont les économies ont été plus durement touchées par la crise[réf. nécessaire].
Un séisme d'une magnitude de 7,0 touche Christchurch le 4 septembre 2010, faisant deux blessés graves et endommageant deux maisons sur trois. Ce séisme fragilise certains bâtiments qui se sont finalement écroulés le 22 février 2011, lors d'un nouveau séisme de magnitude 6,3 survenu dans la même ville et qui a fait au moins 148 morts et environ 200 disparus.
Le 26 mars 2016, plus de cinquante-six pour cent des électeurs néo-zélandais se sont opposés par référendum au changement du drapeau national de Nouvelle-Zélande.
Le 16 mars 2019, un terroriste australien d'extrême droite, Brenton Tarrant, attaque deux mosquées de la ville de Christchurch, tuant 50 personnes.

## Politique

### Gouvernement

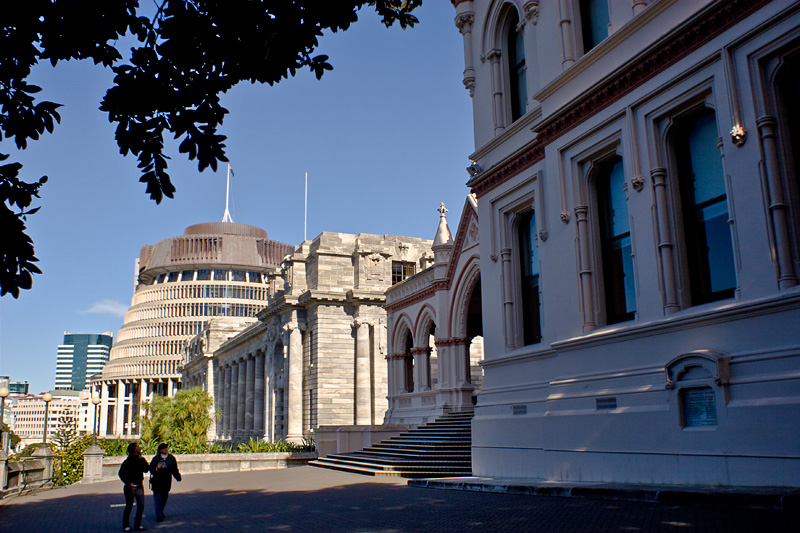
Le Parlement à Wellington.

La Nouvelle-Zélande est une démocratie parlementaire indépendante et officiellement une monarchie constitutionnelle. Le monarque du Royaume-Uni, actuellement Charles III, est le chef d'État en tant que monarque de Nouvelle-Zélande. En son absence, il est représenté par un gouverneur général, poste occupé actuellement par Cindy Kiro. Le roi ou la reine « règne mais ne gouverne pas » ; il ou elle n'a aucune influence politique, sa fonction étant surtout symbolique.
Il n'y a pas de constitution écrite ; le Constitution Act 1986 est le principal document formel qui traite de la structure constitutionnelle du pays ; le premier Constitution Act date de 1852. Le gouverneur général a le pouvoir de nommer et de limoger le Premier ministre et de dissoudre le Parlement. Il est également à la tête du Conseil exécutif (en), un comité formel constitué de tous les ministres de la Couronne. Les membres du Conseil doivent être membres du Parlement, et la plus grande partie sont au cabinet. Le cabinet est l'organe exécutif le plus haut placé ; il est dirigé par le Premier ministre, qui est également le leader parlementaire du parti ou de la coalition au pouvoir.

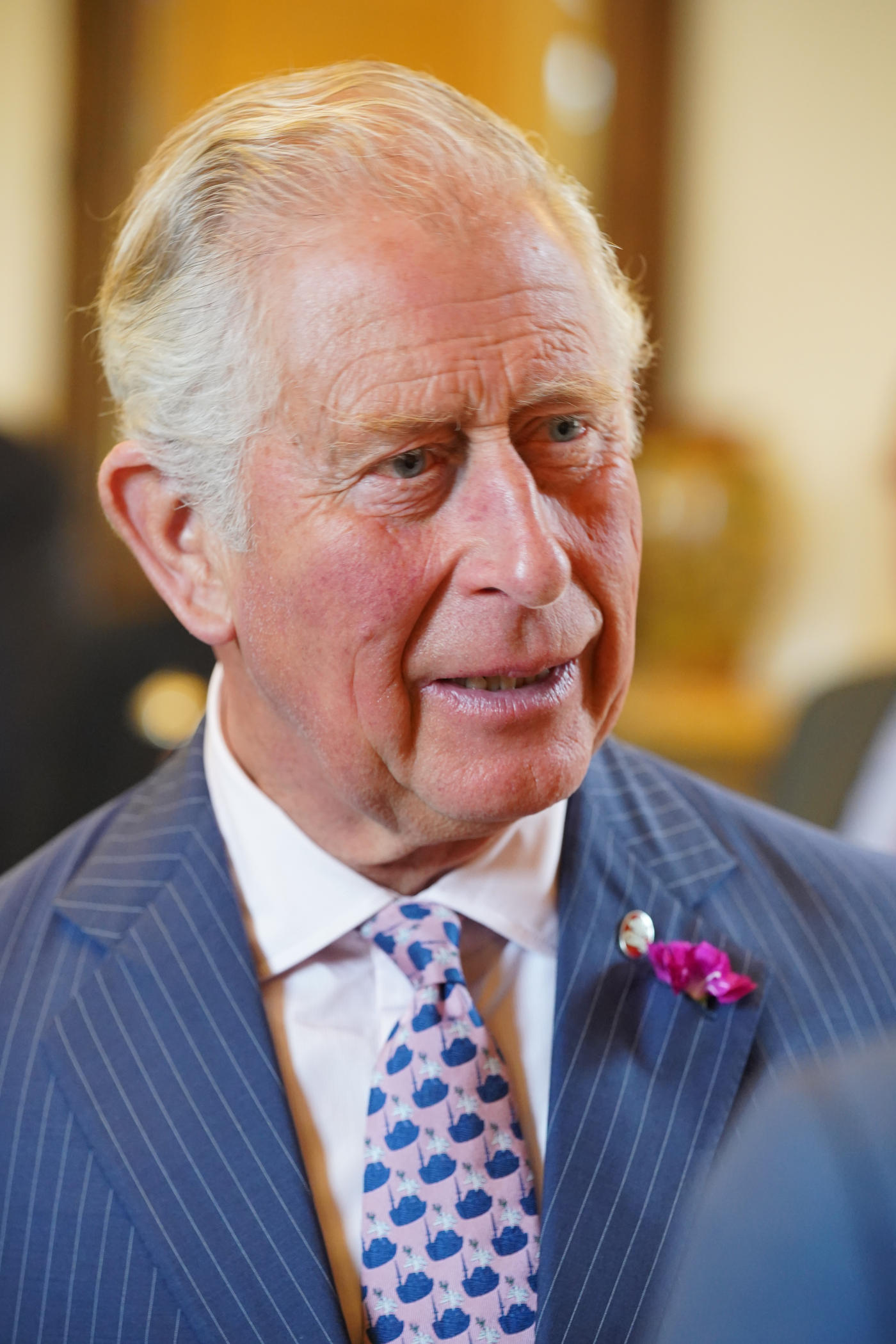
Charles III est roi de Nouvelle-Zélande.
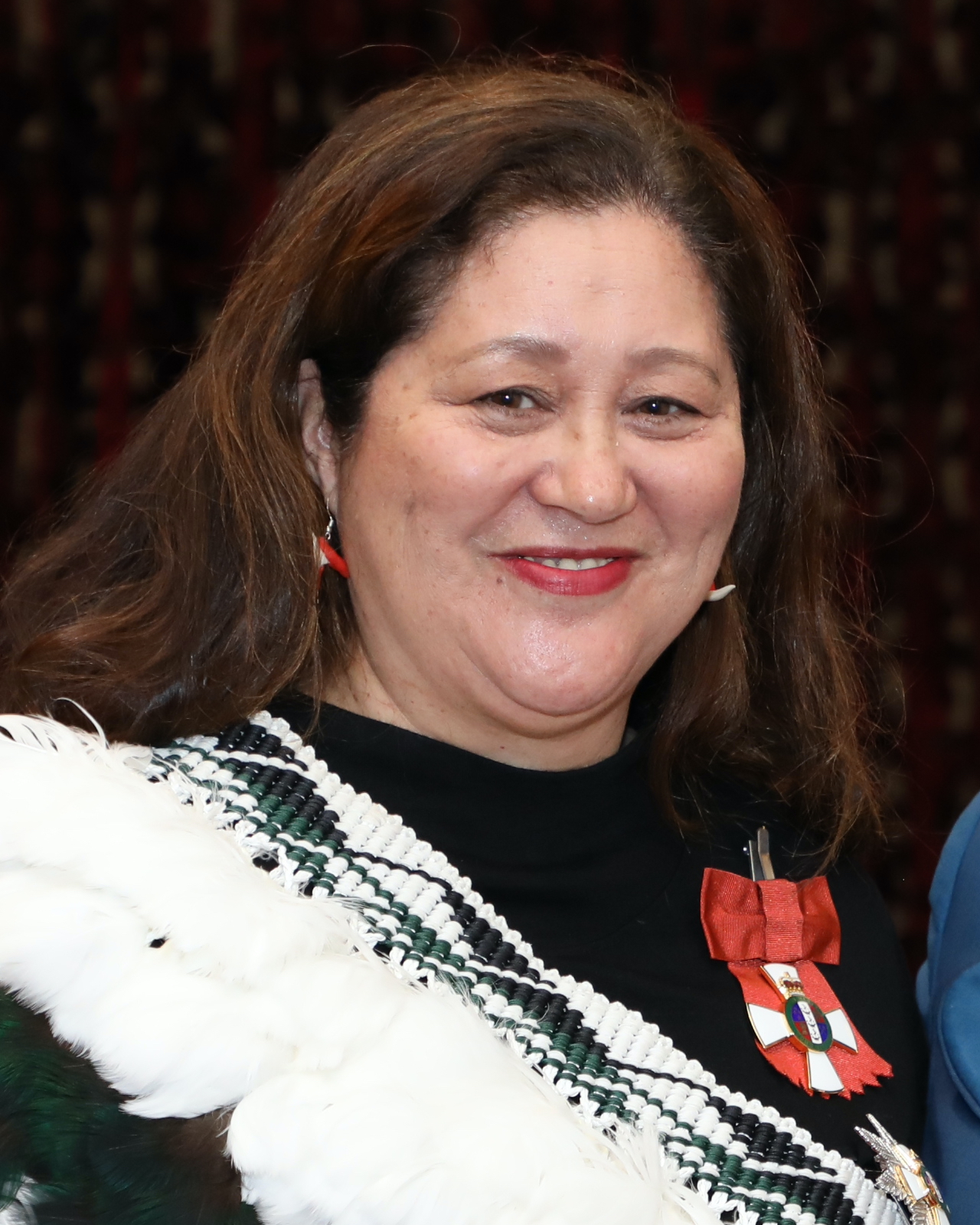
Cindy Kiro est la gouverneure générale de Nouvelle-Zélande.
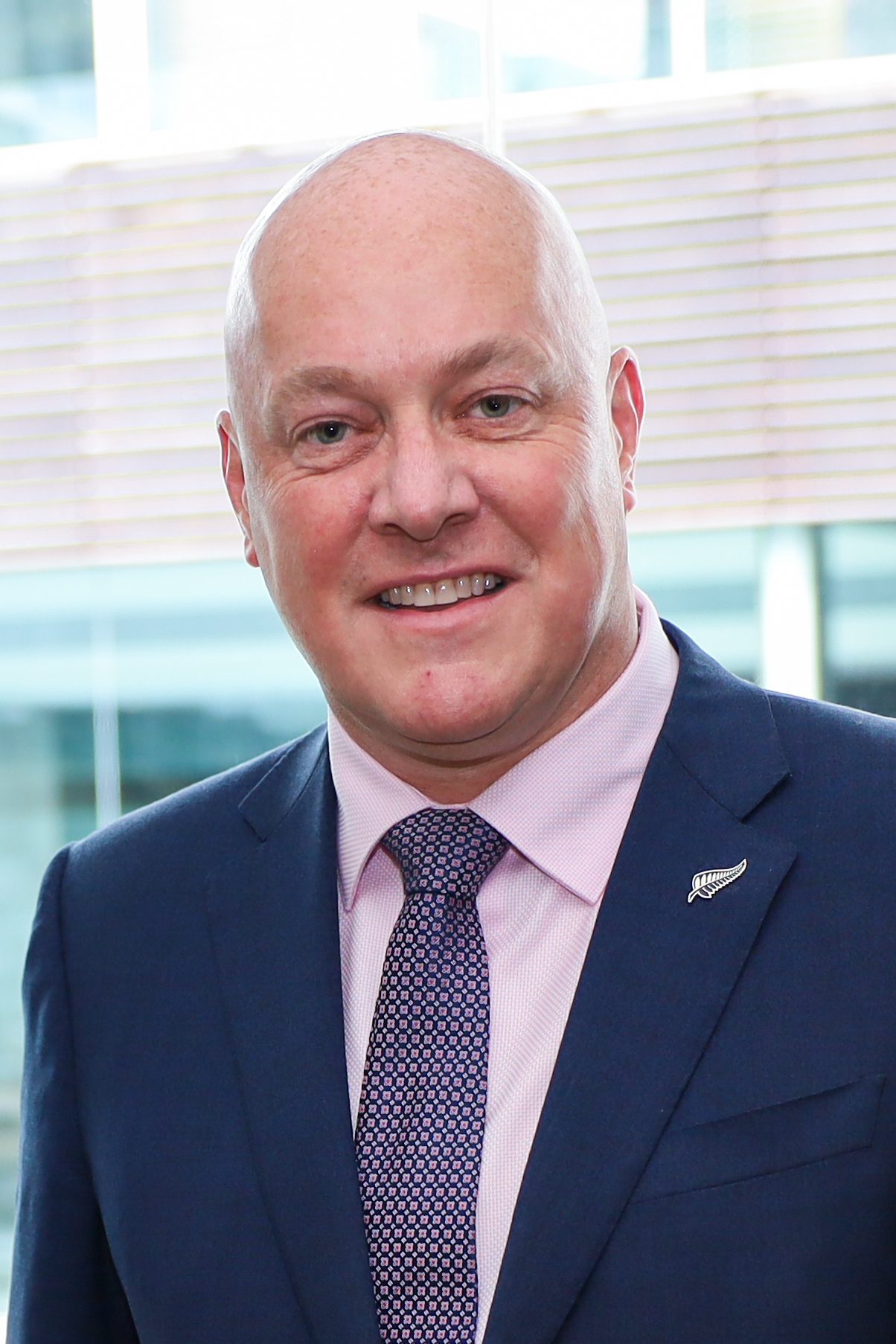
Christopher Luxon est le Premier ministre de Nouvelle-Zélande.

Le Premier ministre est actuellement, depuis 2023, Christopher Luxon, chef du Parti national élu le 27 novembre 2023 à la suite de la démission de Chris Hipkins. Le Parti national gouverne en coalition avec ACT New Zealand et le Nouvelle-Zélande d'abord.
Le Parlement de Nouvelle-Zélande n'a qu'une chambre, la Chambre des représentants, qui réunit normalement cent-vingt députés. L'ancienne chambre haute, le Conseil législatif, a été abolie en 1951. Les élections législatives se tiennent tous les trois ans sous une forme de scrutin proportionnel plurinominal appelé représentation proportionnelle mixte, introduite en 1993 à la suite d'un référendum. Les élections législatives de 2005 ont amené la création d'un siège supplémentaire (overhang) au Parlement, occupé par le Parti māori ; en effet, il a obtenu plus de sièges au scrutin par circonscription que son score au scrutin par liste lui en aurait donné (cf. le système de calcul en représentation proportionnelle mixte).
Le tribunal supérieur est la Cour suprême de Nouvelle-Zélande, depuis le Supreme Court Act 2003, qui a aboli la possibilité d'appel au comité judiciaire du Conseil privé de Londres. La présidente de la Cour suprême est Dame Sian Elias. Le système judiciaire inclut également la Haute Cour et la Cour d'appel (en) ainsi que des cours inférieures.
Une des singularités du pays est que tous les postes de premier rang ont déjà été occupés par des femmes : les reines Victoria (1840-1901) puis Élisabeth II (1952-2022) ; deux anciennes gouverneures générales, les Dames Catherine Tizard (1990-1996) et Silvia Cartwright (2001-2006) ; les Premiers ministres Jenny Shipley (1997-1999), Helen Clark (1999-2008) et Jacinda Ardern (2017-2023) ; la présidente (speaker) de la Chambre des représentants Margaret Wilson (2005-2008) ; et la présidente (Chief Justice) de la Cour suprême, Dame Sian Elias (depuis 1999). La Nouvelle-Zélande est également le premier pays à avoir donné aux femmes le droit de vote, en 1893. Au 30 novembre 2009, elle se positionne comme le 16e pays à la plus forte proportion de femmes parlementaires (41 députées sur 122 sièges à la Chambre des représentants, soit légèrement plus d'un tiers).
Ce que l'on nomme le « royaume de Nouvelle-Zélande » (Realm of New Zealand) inclut les îles Cook et Niue, autonomes, mais en association libre, Tokelau, et la dépendance de Ross (la revendication territoriale de la Nouvelle-Zélande en Antarctique).

### Administration territoriale et territoires externes
Les premiers colons Européens divisèrent la Nouvelle-Zélande en provinces. Celles-ci furent abolies en 1876 pour que le gouvernement puisse être centralisé pour des raisons économiques. Ainsi, la Nouvelle-Zélande n'a pas de divisions administratives (provinces, États ou territoires), à part son administration territoriale. L'esprit des provinces persiste toutefois, avec une rivalité marquée lors des évènements sportifs et culturels. Depuis 1876, l'administration territoriale administre les régions de Nouvelle-Zélande. En 1989, le gouvernement a complètement réorganisé l'administration territoriale, implémentant la structure actuelle à deux niveaux de conseils régionaux et autorités territoriales. En 1991, le Resource Management Act 1991 remplace le Town and Country Planning Act comme législation principale pour l'administration territoriale.

Régions de Nouvelle-Zélande.

Aujourd'hui la Nouvelle-Zélande a douze conseils régionaux pour l'administration de l'environnement et l'infrastructure et soixante-treize autorités territoriales qui s'occupent des routes, des eaux usées, de la construction et d'autres sujets locaux. Les autorités territoriales comprennent seize conseils communaux, cinquante-sept conseils de district et le conseil du comté des îles Chatham. Quatre des conseils territoriaux (une ville et trois districts) et le conseil du comté des îles Chatham font aussi office de conseils régionaux et sont donc appelés autorités unitaires. Les districts d'autorités unitaires ne sont pas des subdivisions des conseils de district régionaux, et certains sont répartis sur plusieurs conseils régionaux.
Les régions sont : Northland, Auckland, Waikato, Baie de l'Abondance, Gisborne, Hawke's Bay, Taranaki, Manawatū-Whanganui, Wellington, Tasman, Marlborough, Nelson, West Coast, Canterbury, Otago, Southland, et les îles Chatham.
Les îles Tokelau sont quant à elles dotées d'un statut spécial. L'archipel est donc qualifié de territoire.
En tant que nation importante du Pacifique sud, la Nouvelle-Zélande travaille souvent avec plusieurs autres nations insulaires du Pacifique et continue son association politique avec les îles Cook et Niue. La Nouvelle-Zélande possède également la base antarctique Scott dans la dépendance de Ross. D'autres pays utilisent Christchurch et son aéroport pour ravitailler et soutenir leurs bases antarctiques, lui valant le surnom de « porte de l'Antarctique » (Gateway to Antarctica).

### Relations internationales et forces militaires
La Nouvelle-Zélande applique une politique développée sur les sujets touchant à l'écologie, les droits de l'homme et le libre-échange, particulièrement en agriculture.
Elle est membre des organisations géopolitiques suivantes : l'APEC, le Sommet de l'Asie orientale, le Commonwealth, l'OCDE, et les Nations unies. Elle a signé de nombreux accords de libre-échange, dont le plus important est le Closer Economic Relations avec l'Australie.

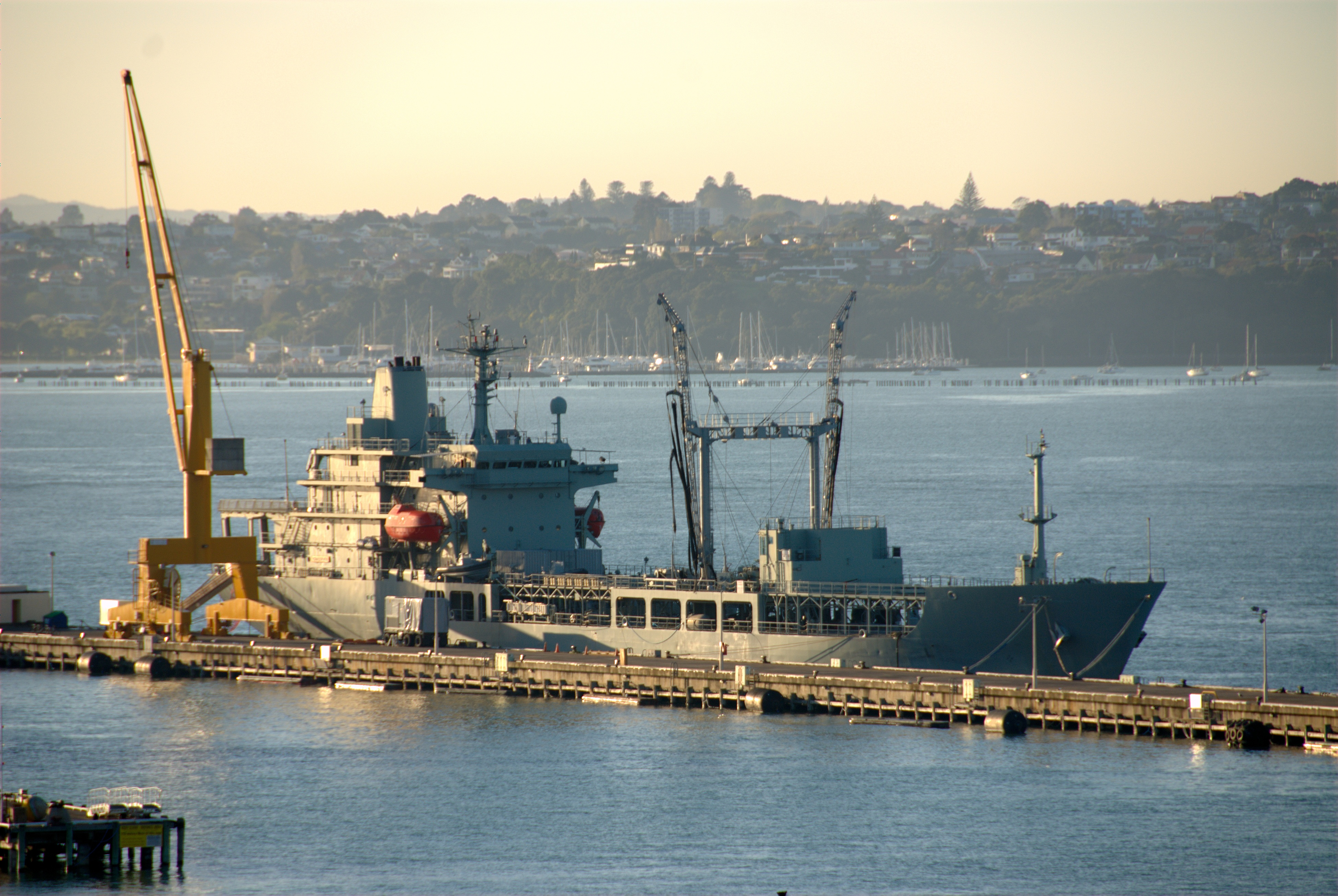
HMNZS Endeavour.

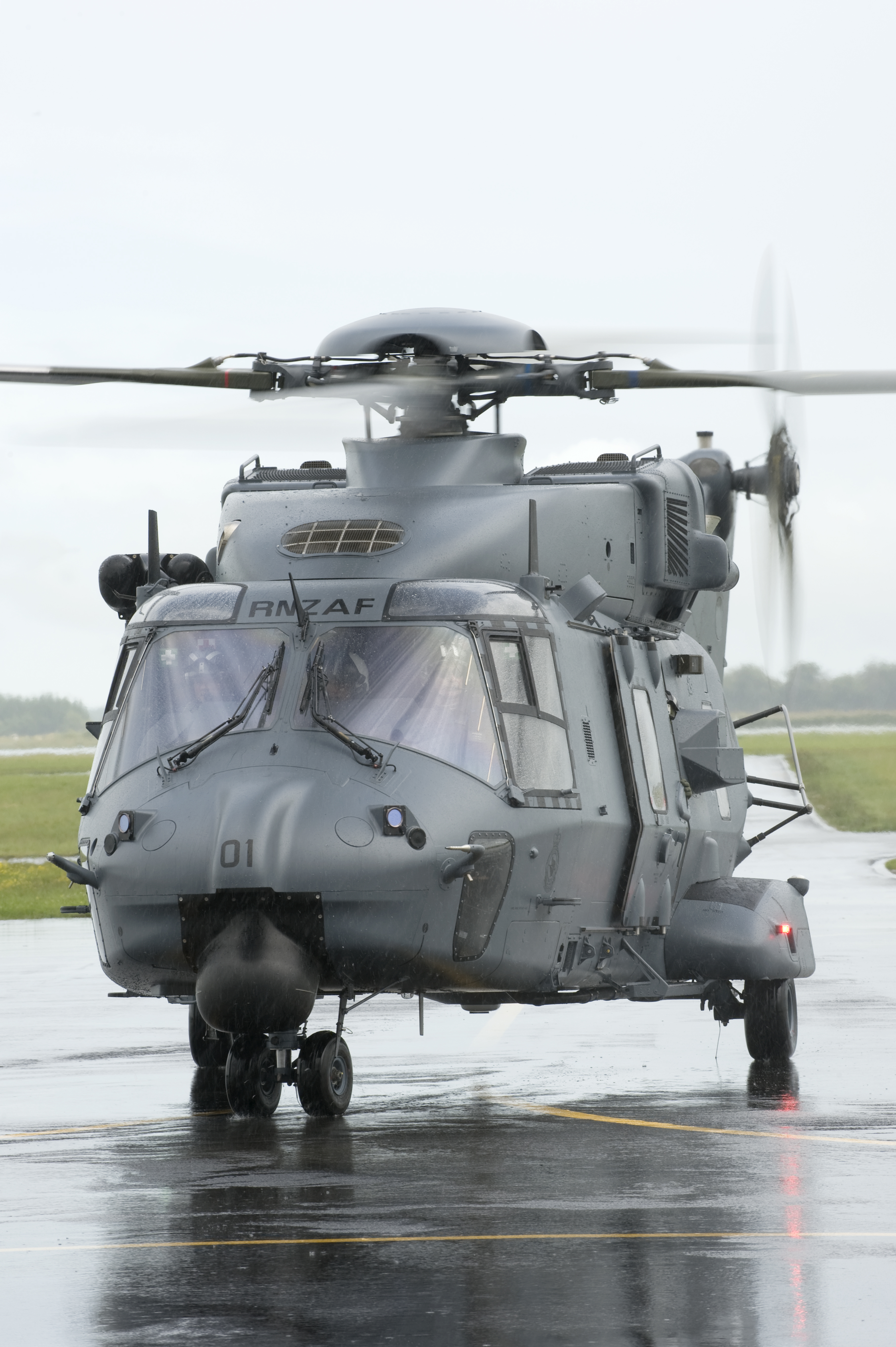
RNZAF NH90.

La Nouvelle-Zélande est membre du Commonwealth.

Pendant son premier siècle d'existence, la Nouvelle-Zélande s'alignait sur le Royaume-Uni en politique étrangère. Elle déclare la guerre à l'Allemagne le 3 septembre 1939 ; le Premier ministre de l'époque, Michael Savage, proclama : « Où elle va, on va ; où elle est, nous sommes. » Toutefois, la guerre finie, l'influence des États-Unis s'accroît ; en même temps la Nouvelle-Zélande commence à ressentir plus clairement son identité nationale. Elle signe le traité de l'ANZUS (Australia, New Zealand, United States Security Treaty) en 1951 et envoie des troupes participer aux guerres de Corée et du Viêt Nam. Le Royaume-Uni se replie de plus en plus sur l'Europe à la suite de la crise du canal de Suez. La Nouvelle-Zélande se voit ainsi forcée de développer de nouveaux marchés après que le Royaume-Uni a rejoint la Communauté européenne en 1973.
La Nouvelle-Zélande est traditionnellement proche des positions de l'Australie, dont la politique étrangère prenait une tendance historique similaire. De nombreuses îles dans le Pacifique, dont les Samoa, ont à leur tour suivi la direction de la Nouvelle-Zélande. L'influence américaine sur la Nouvelle-Zélande diminue après l'échec de la guerre du Viêt Nam. Les relations avec la France se sont détériorées à la suite de l'affaire du Rainbow Warrior et des essais nucléaires dans l'océan Pacifique.
Le traité ANZUS prévoyait une coopération militaire complète entre la Nouvelle-Zélande, l'Australie et les États-Unis, mais ce n'est plus le cas. En février 1985, la Nouvelle-Zélande refusa de donner accès à ses ports aux navires nucléaires ou transportant des armes nucléaires. Le pays devient territoire dénucléarisé en juin 1987, le premier État développé à le faire,,. En 1986, les États-Unis annoncent la suspension de ses obligations définies par le traité avec la Nouvelle-Zélande. Le New Zealand Nuclear Free Zone, Disarmament, and Arms Control Act 1987 interdit l'installation d'armes nucléaires sur le territoire ainsi que l'entrée dans les eaux territoriales néo-zélandaises de navires nucléaires ou portant des armes nucléaires. Cette législation reste une source de controverse et forme la base du refus constant de la suspension du traité demandée par les États-Unis.
En plus des nombreuses guerres entre les iwi (tribus), et entre les colons britanniques et les iwi, la Nouvelle-Zélande a participé à la seconde guerre des Boers, les Première et Seconde Guerres mondiales, la guerre de Corée, l'insurrection communiste malaise (et a envoyé des troupes et des avions dans le conflit qui en découla avec l'Indonésie), la guerre du Viêt Nam, la guerre du Golfe, la guerre d'Afghanistan, et a envoyé une unité d'ingénieurs militaires améliorer l'infrastructure irakienne pendant une année lors de la guerre d'Irak.
La Force de Défense de Nouvelle-Zélande comprend trois branches : la New Zealand Army, la Royal New Zealand Navy, et la Royal New Zealand Air Force. Le pays considère que ses besoins en défense nationale doivent être modestes ; il a démantelé ses capacités de combat aérien en 2001. La Nouvelle-Zélande a envoyé des troupes dans plusieurs missions de maintien de la paix récentes, tant régionales qu'internationales : à Chypre, en Somalie, en Bosnie-Herzégovine, au Sinaï, en Angola, au Cambodge, à la frontière Iran-Irak, à l'île Bougainville, au Timor oriental, et aux îles Salomon.

## Démographie
Le 23 mars 2024, la population est estimée à 5 337 576 habitants.
Lors du recensement de 2006, tenu le 7 mars, Statistics New Zealand a trouvé 4 186 900 personnes habitant la Nouvelle-Zélande, dont 2 049 500 hommes et 2 137 400 femmes. En décembre 2007, la population du pays augmentait d'une personne toutes les 10 minutes et 23 secondes : une naissance toutes les 8 minutes et 49 secondes, un décès toutes les 19 minutes et 35 secondes, et un immigrant toutes les 29 minutes et 26 secondes.

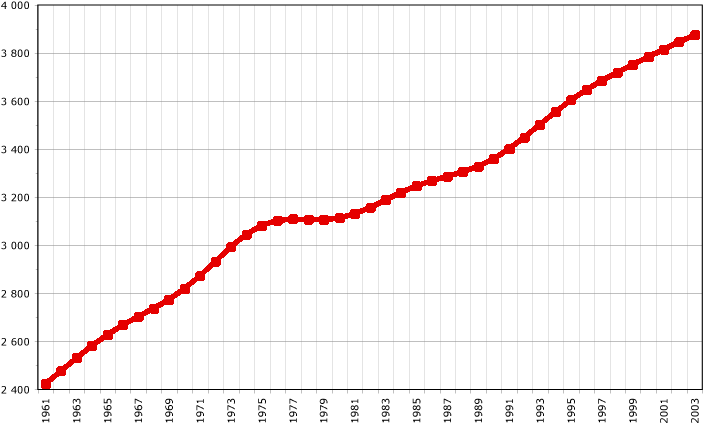
Évolution de la démographie entre 1961 et 2003 (chiffre de la FAO, 2005). Population en milliers d'habitants.

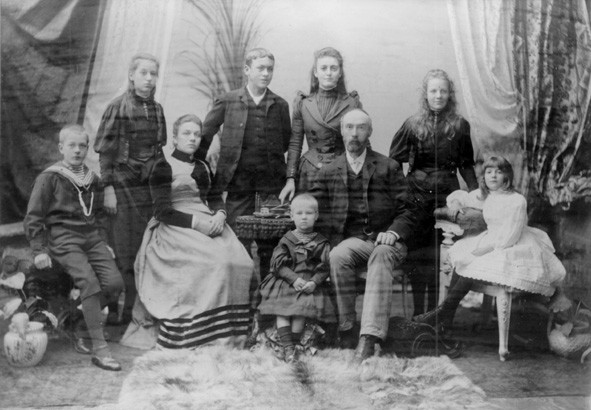
Portrait de famille datant de 1891.

Selon le recensement de 2023 les personnes d'origine européenne forment 67,8 % de la population; ils sont collectivement appelés Pakeha. Le terme se réfère aux Néo-Zélandais d'origine européenne, quoique des Maoris l'emploient à propos de tous les non-Maoris.
La plupart des Néo-Zélandais d'origine européenne ont des ancêtres britanniques ou irlandais, mais il y a eu une immigration importante des Pays-Bas, de Dalmatie, de l'Italie et de l'Allemagne, ainsi qu'une immigration européenne indirecte par l'Australie, l'Afrique du Sud, et l'Amérique du Nord. Les Maoris forment l'ethnie non européenne la plus importante, soit 19,6 % de la population lors du recensement de 2023. Les personnes peuvent s'identifier avec plus d'un groupe ethnique sur les recensements nationaux ; 53 % des Maoris s'identifièrent comme uniquement d'origine maorie.
Les personnes revendiquant des origines asiatiques forment 17,3 % de la population en 2023, une augmentation considérable depuis 2001, où ils étaient 6,6 %. En outre, 8,9 % de la population dit avoir des origines polynésiennes non-maories, mélanésiennes ou micronésiennes.
Les politiques d'immigration de la Nouvelle-Zélande sont relativement souples et accueillantes ; le gouvernement s'est engagé à augmenter la population d'un pour cent par an. Vingt-trois pour cent de la population est née à l'étranger, soit 879 543 personnes lors du recensement de 2006. En 2004-2005, le service d'immigration du pays comptait accueillir 45 000 personnes, soit 1,5 % de la population. En première place des régions dont sont originaires les immigrants on trouve, ex æquo, l'Irlande/le Royaume-Uni et l'Asie, tous les deux à 28,6 % des immigrants. Des Asiatiques, les Chinois sont les plus nombreux.
Une observation souvent faite sur la nature démographique de Nouvelle-Zélande est que le nombre des Néo-Zélandais est surpassé par le nombre de moutons. Vrai depuis le début de la colonisation, le rapport entre les populations ovine et humaine est néanmoins passé d'un maximum de vingt-deux moutons par personne en 1982 à cinq moutons par personne en 2018,.

### Religion
D'après le recensement de 2013, le christianisme est la religion la plus répandue en Nouvelle-Zélande (48,01 % de la population). Dans le même temps la déchristianisation augmente, 41,92 % des habitants se déclarant désormais sans religion.
Les principales subdivisions chrétiennes sont le catholicisme (12,61 %), l'anglicanisme (11,79 %), le presbytérianisme (8,47 %) et le méthodisme ; on trouve également des personnes se reconnaissant dans le pentecôtisme et le baptisme. Il existe aussi des mormons et le mouvement syncrétiste de lointaine inspiration chrétienne Ratana trouve des fidèles au sein des Maoris. Parmi les religions non-chrétiennes les plus répandues, on trouve l'hindouisme (2,11 %), le bouddhisme (1,50 %) et l'islam (1,18 %) et en moindre proportion des personnes de religion juive.
La religion ne joue pas un rôle important dans la politique : les partis ouvertement chrétiens (dont le Parti de l'héritage chrétien de Nouvelle-Zélande et Destiny) sont peu populaires. Les opinions religieuses des dirigeants politiques, quoique généralement connues, sont considérées comme étant de nature privée. La franc-maçonnerie a une forte influence depuis la fin du XIXe siècle.

### Langues
La première langue nationale du pays est l'anglais, suivi du māori en deuxième place et enfin, de la langue des signes.
Après la Seconde Guerre mondiale, les Māoris sont dissuadés de parler le maori, relégué au rang de langue communautaire parlée seulement dans quelques régions isolées. Depuis les années 1970, il connaît un processus de revitalisation, et est l'une des langues officielles du pays depuis 1987. En 2018, le maori était parlé par 3,7 % de la population.
Il existe aujourd'hui des écoles d'immersion linguistique maorie et deux chaînes de télévision qui diffusent principalement en maori. Dans de nombreux endroits, les noms maoris et anglais sont officiellement reconnus.

## Économie
La Nouvelle-Zélande est un pays industrialisé avec un PIB de 185,8 milliards de dollars américains en 2013. Le niveau de vie est élevé, avec un PIB par personne de 41 555,75 dollars américains en 2013. Elle est principalement un pays d'exportation, en 2013 elle exporte pour 26 746 200 000 $ en produit agricole.
La Nouvelle-Zélande est le deuxième pays de l'OCDE où les inégalités de revenu ont le plus augmenté depuis la seconde moitié des années 1980.

### Structure de l'économie
Le secteur tertiaire est le secteur le plus important de l'économie néo-zélandaise (68,8 % du PIB), suivi du secteur secondaire (26,9 %) et du secteur primaire (4,3 %). En 2024, la Nouvelle-Zélande est classée en 25e position pour l'indice mondial de l'innovation.
La Nouvelle-Zélande est un pays très dépendant de son commerce extérieur, particulièrement dans le domaine de l'agriculture. Les exportations comptent pour environ 24 % de sa production, ce qui est relativement élevé (ce rapport est d'environ 50 % pour plusieurs petits pays européens). Ceci la rend sensible aux cours internationaux des produits et l'expose aux récessions économiques. Ses principales exportations concernent l'agriculture, l'horticulture, la pêche et l'industrie forestière, qui représentent à elles seules environ la moitié des exportations. Elle exporte principalement à l'Australie (20,5 %), aux États-Unis (13,1 %), au Japon (10,3 %), à la Chine (5,4 %), et au Royaume-Uni (4,9 %).
Le tourisme joue un rôle important dans l'économie néo-zélandaise, soit 12,8 milliards de dollars au PIB du pays et presque 200 000 personnes à temps plein, soit 9,9 % de la population active du pays. Le ministère du tourisme de la Nouvelle-Zélande prévoit une augmentation de 4 % du nombre de touristes dans les six années à venir[Quand ?].
Les trente chambres de commerce de Nouvelle-Zélande, pour leur part, regroupent près de 22 000 membres actifs, au niveau local et international. Leur rôle est d'inspirer et d'influencer les entreprises et les conduire à la réussite. De plus, elles favorisent, soutiennent et encouragent une croissance économique durable et rentable. Enfin ces chambres sont divisées en quatre pôles : le nord, le centre, le canterbury et le sud[source insuffisante].

### Revenus et bien-être
En 2006, le revenu médian des ménages néo-zélandais (corrigé en parité de pouvoir d'achat) était inférieur de 17 % à celui des ménages américains. Depuis 2000, ce revenu a nettement augmenté, la Nouvelle-Zélande et l'Australie ayant largement échappé à la récession économique du début des années 2000 qui a affecté la plupart des autres pays avancés. Cette croissance du revenu médian, couplée avec sa décroissance aux États-Unis, a entraîné un rétrécissement sensible de l'écart entre les deux pays.
|                  | Période   | Revenu par ménage en PPA 2006 (en US$) | Nombre de personnes par ménage | Croissance (%) |
| ---------------- | --------- | -------------------------------------- | ------------------------------ | -------------- |
| États-Unis       | 2000-2006 | $ 48 201                               | 2,6                            |                |
| Nouvelle-Zélande | 2000-2007 | $ 39 937                               | 2,7                            | +24,2,         |
| Australie        | 2001-2006 | $ 38 420                               | 2,6                            | +13,2,         |

Malgré un PIB par habitant moins élevé que dans d'autres pays développés, les Néo-Zélandais sont plus satisfaits de leur vie. La Nouvelle-Zélande a été classée 13e sur l'indice de développement humain de 2021 et 15e sur l'indice de qualité de vie 2005 du magazine The Economist. Le pays a également été classé premier en satisfaction de vie et cinquième sur l'indice général de prospérité 2007 du Legatum Institute (en),. Le sondage 2007 sur les meilleures villes du monde pour y vivre de Mercer classe Auckland, en 5e position et Wellington en 12e.

### Histoire économique récente
Les Néo-Zélandais ont historiquement profité d'un niveau de vie élevé basé sur les relations privilégiées avec le Royaume-Uni, et du marché commercial stable qui en découlait. L'économie néo-zélandaise était bâtie sur une gamme restreinte de produits primaires, dont la laine, la viande et les produits laitiers. La forte demande de ces produits permit de longues périodes de prospérité économique, notamment lors du boom de l'industrie lainière de 1951.
Toutefois, l'entrée du Royaume-Uni dans la Communauté européenne en 1973 met un terme à ses relations économiques étroites. Pendant les années 1970, d'autres facteurs, dont les chocs pétroliers, réduisent la vitalité de l'économie néo-zélandaise, qui était parvenue à dépasser le niveau de vie de l'Australie et de l'Europe occidentale. Ces évènements aboutissent à une longue et grave crise économique, plaçant le niveau de vie des Néo-Zélandais au-dessous de ceux de l'Australie et de l'Europe occidentale, si bien qu'en 1982, la Nouvelle-Zélande avait le PIB par personne le moins élevé de tous les pays développés sondés par la Banque mondiale.
Depuis 1984, plusieurs gouvernements ont opéré d'importantes réformes structurelles, transformant l'économie protectionniste et régulée en une économie libéralisée et adoptant le libre-échange. Ces changements sont connus sous le nom de Rogernomics et Ruthanasia d'après les ministres de l'Économie de l'époque, Roger Douglas et Ruth Richardson. La récession induite par le krach d'octobre 1987 couplée au choc des réformes entraîne une hausse du chômage dans le pays, qui atteint 10 % de la population active au début des années 1990. Les réformes réalisées et un contexte économique régional très favorable permettent à l'économie de se remettre rapidement durant les années 1990, avec un taux de chômage qui devient le second plus faible des vingt-sept pays « riches » de l'OCDE (3,5 % en septembre 2007),. Le revenu national brut a pratiquement doublé, en passant de 6 950 USD en 1984 à 13 640 USD en 1990. En revanche, le PIB par habitant recule de 10 % par rapport à la moyenne de l’OCDE dans les années 1990 et la pauvreté a augmenté.
Les objectifs du gouvernement actuel en matière d'économie sont de continuer à faire des accords de libre-échange et de créer une économie du savoir. En 2004, il ouvre des pourparlers pour une zone de libre-échange avec la Chine, devenant ainsi l'un des premiers pays à le faire. Les défis économiques actuels de la Nouvelle-Zélande sont un déficit de balance courante de 8,2 % du PIB, le lent développement des exportations non-alimentaires et la croissance lente de la productivité. La Nouvelle-Zélande a subi des « fuites des cerveaux » depuis les années 1970 où les jeunes diplômés partaient, souvent de manière définitive, travailler en Australie, au Royaume-Uni ou aux États-Unis. Le « style de vie kiwi » et la famille ou whanau sont des facteurs qui incitent certains au retour, tandis que des considérations économiques, culturelles et de carrière personnelle en poussent d'autres à partir et ne pas revenir. On constate également une augmentation de jeunes diplômés étrangers venant de pays en développement et qui s'installent de manière permanente en Nouvelle-Zélande.
La situation économique de la Nouvelle-Zélande devrait évoluer considérablement dans les années à venir à la suite du traité que son gouvernement a signé avec la Chine sur le libre-échange le 7 avril 2008.
Cet accord est le plus important du genre signé entre la Chine et un pays du monde occidental.
Le traité libéralise et facilite les échanges de biens et services, il va permettre d'améliorer l'environnement des entreprises et favoriser la coopération entre les deux pays dans un large éventail de secteurs économiques.
Il a soulevé nombre de polémiques, critiqué en particulier par le Parti vert d'Aotearoa Nouvelle-Zélande et le Parti māori, sur le résultat attendu (essor de l'économie néo zélandaise permettant au pays d'acquérir une nouvelle indépendance face aux États-Unis ou à l'Australie).
Des dizaines de milliardaires et multimillionnaires américains se font construire des bunkers en Nouvelle-Zélande par crainte d'un phénomène apocalyptique ou d'une révolte sociale.

### Agriculture

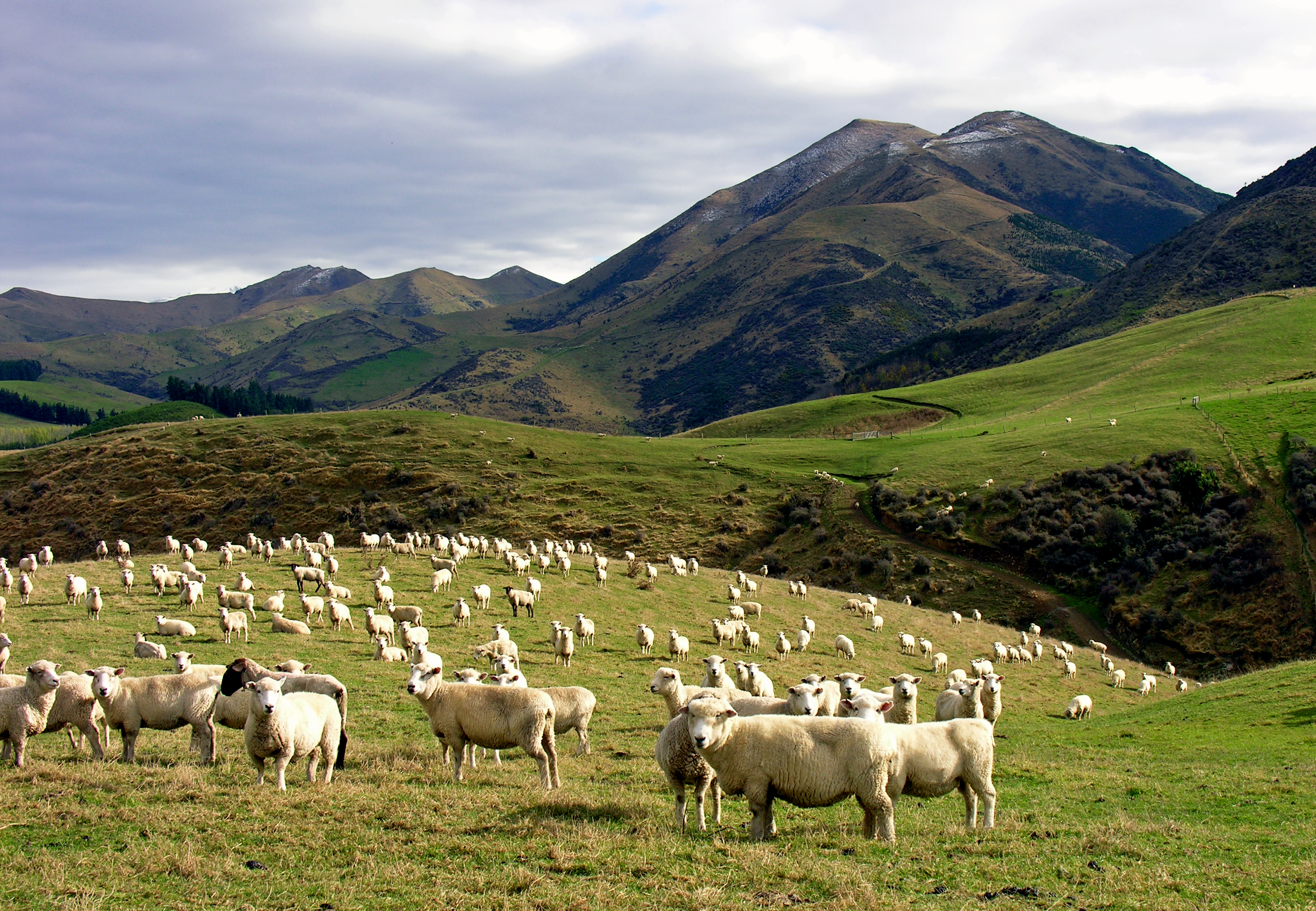
Moutons à Whitecliffs.

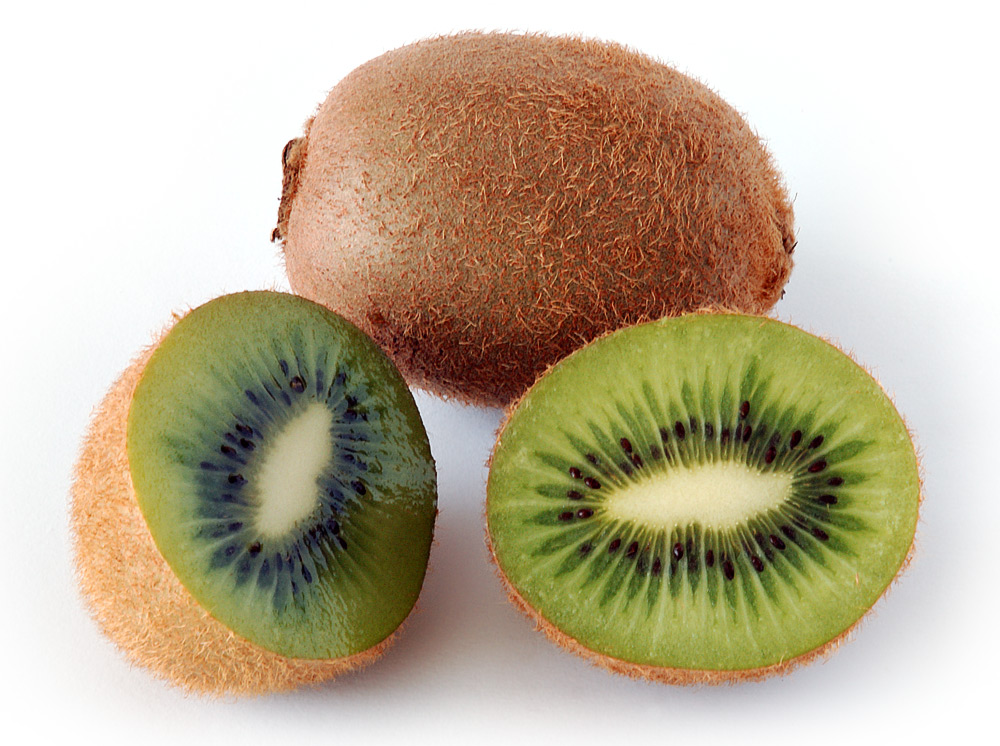
Le kiwi est un fruit important de Nouvelle-Zélande.

L'agriculture a été et reste l'industrie d'exportation la plus importante de la Nouvelle-Zélande. Dans l'année allant de juin 2006 à juin 2007, les produits laitiers comptaient pour environ 21 % du total des exportations, soit 7,5 milliards de dollars. La viande comptait 13,2 %, le bois 6,3 %, les fruits 3,5 % et la pêche 3,3 %.
Environ un sixième des exportations néo-zélandaises sont des produits provenant de vaches laitières : poudre de lait, fromage, beurre et mélange protidique. Il y a plus de 4 millions de vaches laitières, principalement dans l'île du Nord (particulièrement dans les régions de Waikato et Taranaki). La laine, autrefois l'exportation la plus importante dominant l'économie, est moins importante depuis les années 1960 et la baisse des prix ; aujourd'hui la moitié des exportations de viande, qui compte un dixième des exportations totales, sont de viande ovine. Les élevages de moutons sont principalement situés dans la région de Canterbury. Le bétail est rarement logé à l'intérieur d'édifices, étant généralement laissé dans les pâturages, où on peut leur apporter du foin et d'autres denrées en complément, particulièrement en hiver. La période de croissance de l'herbe varie selon la saison, la région et le climat, mais est généralement de huit à douze mois. Le bétail est également maintenu dans des enclos, avec clôture électrique, autour de la ferme. La naissance des agneaux et des veaux est planifiée pour se produire au printemps, profitant de la repousse de l'herbe.
Dans les années 1970, on essaya de diversifier l'agriculture, menant à l'établissement d'élevages de cerf, chèvre et porc ; dans les années 1990 l'élevage de chèvre et de porc décline ; le cerf est élevé surtout dans le Canterbury et le Southland. L'élevage de poule est important au niveau national. En 2000, il y eut 5 000 fermes d'apiculture produisant en tout 9 000 tonnes de miel.
En ce qui concerne les plantes utiles, le blé et l'orge dominent le marché national ; ils sont cultivés surtout au Canterbury. Parmi les fruits les plus importants on trouve la pomme (particulièrement dans Hawke's Bay), le kiwi (Baie de l'Abondance), le raisin et les avocats (Bay of Plenty et Northland). La viticulture devient de plus en plus importante, les régions pionnières étant Marlborough, Hawke's Bay et Gisborne. En 2001 il existait 382 vignobles, dont les exportations atteignirent 200 millions de dollars.

### Axes de transport et communication
La Nouvelle-Zélande est composée de deux grandes îles qui sont reliées par avion ou par ferry. En 2022, les deux îles cumulaient plus de 28 aéroports mais seulement trois sont à destination ou en provenance de l'étranger, il s'agit de ceux de Auckland, Wellington et Christchurch.

La distance à vol d'oiseau entre Auckland et Sydney (Australie) est de 2156 km.

## Culture

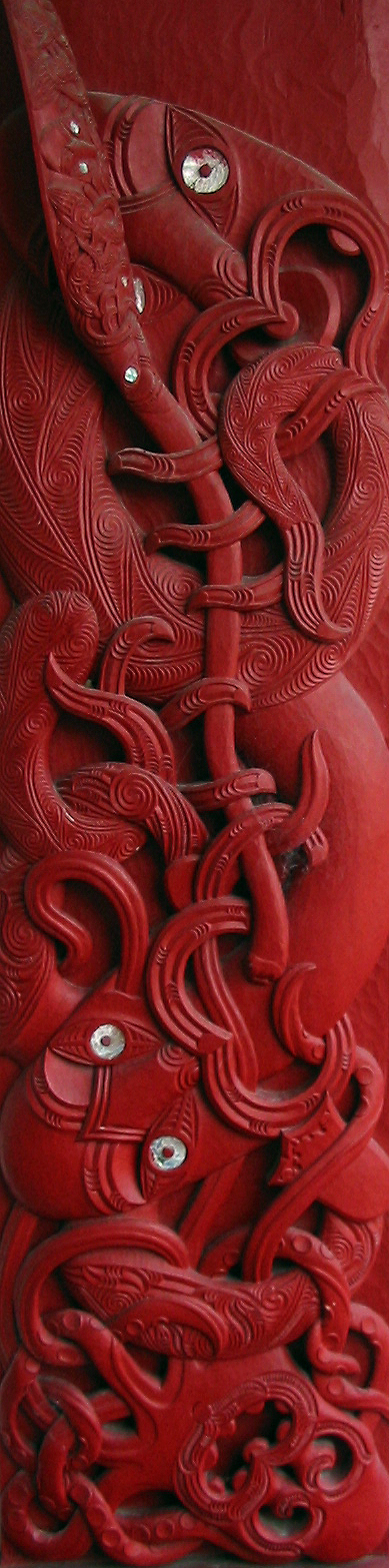
Bas-relief maori représentant le combat mythique de Kupe contre la pieuvre géante Te Wheke-a-Muturangi.

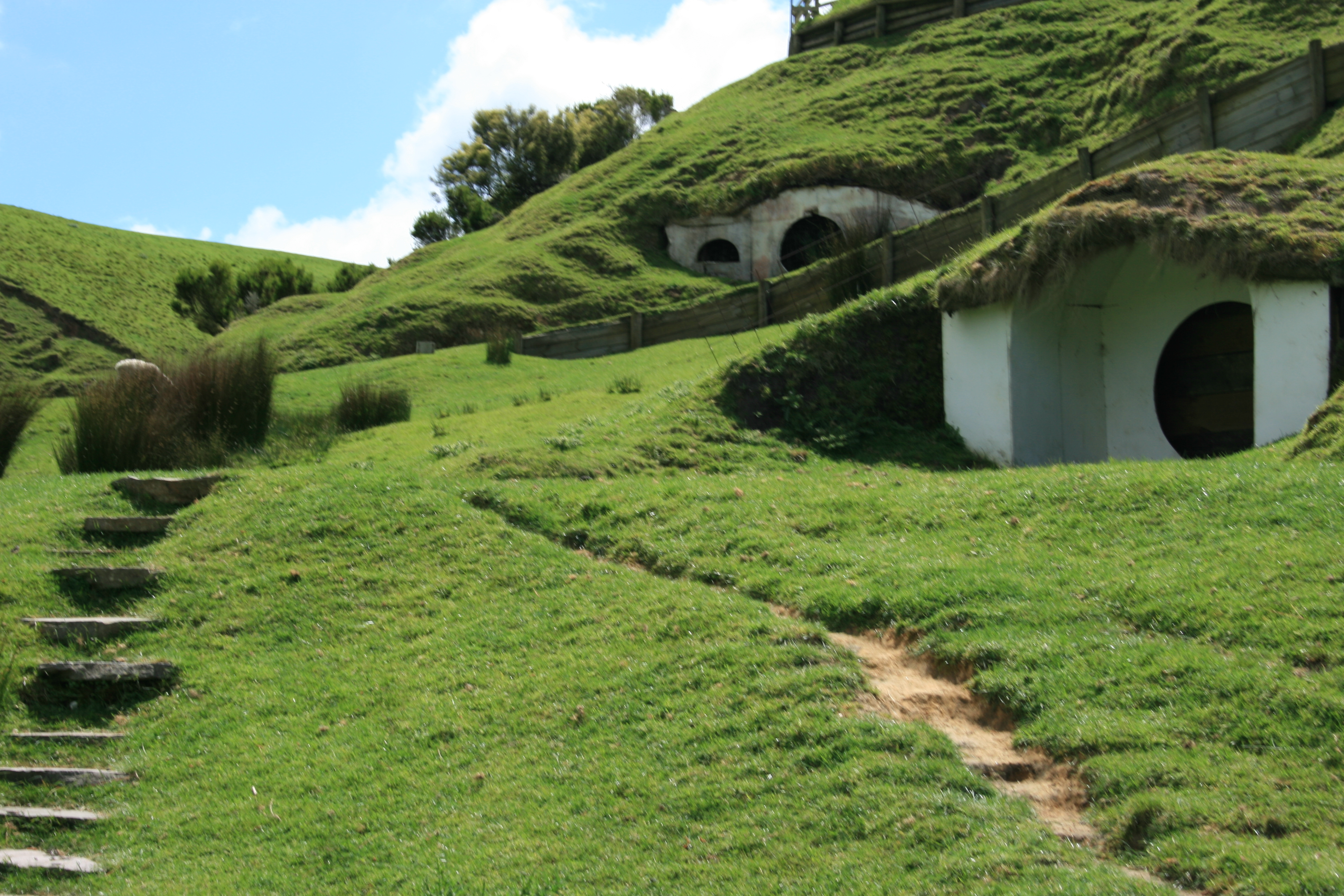
Matamata également connu comme « Hobbitebourg », la ville où une partie du film Le Seigneur des anneaux a été tournée.

Une grande part de la culture contemporaine néo-zélandaise a des racines britanniques ; mais cette culture « kiwi » a également vu des apports des cultures américaine, australienne et maori, avec d'autres cultures européennes et asiatiques ainsi que polynésiennes non-maori. De grandes fêtes sont tenues chaque année à Auckland et Wellington pour célébrer Divali et le Nouvel An chinois, ainsi que le plus grand festival polynésien du monde, Pasifika Festival (en). Les liens culturels entre la Nouvelle-Zélande et le Royaume-Uni et l'Irlande sont maintenus par une langue commune et une migration constante entre ces pays, particulièrement en ce qui concerne les étudiants néo-zélandais passant une année à l'étranger lors de leurs études universitaires. La musique et la cuisine de la Nouvelle-Zélande sont similaires à celles du Royaume-Uni et des États-Unis, quoiqu'avec des détails spécifiques du Pacifique. C'est également le cas en gastronomie, où le pays a toutefois plusieurs plats connus, dont la pavlova et le biscuit ANZAC, des desserts, et la soupe de kumara (une espèce de patate douce).
La culture maorie a considérablement changé depuis l'arrivée des Européens, en particulier depuis l'introduction du christianisme au début du XIXe siècle, qui changea profondément jusqu'à la vie de tous les jours. Toutefois, la perception que les Maori vivent aujourd'hui comme les Pakeha n'est que superficielle. La culture maori est en effet très différente, par exemple en ce qui concerne les marae et leur rôle dans la vie communale et familiale. Comme autrefois, on fait des karakia (prières) pour s'assurer du succès d'un projet, mais aujourd'hui ce sont généralement des prières chrétiennes. Les Maori considèrent encore leur allégeance aux groupes tribaux comme une part essentielle de leur identité ; c'est ainsi que les liens de parenté maori ressemblent à ceux des autres cultures polynésiennes.
Les arts, chants et danses traditionnels redeviennent populaires à partir de la fin du XXe siècle, particulièrement le kapa haka (chant et danse), la gravure sur bois et le tissage. L'architecture maori connaît également une hausse de popularité. Les Maori maintiennent également leurs liens avec la Polynésie, comme l'atteste la popularité grandissante de waka ama (courses de waka), aujourd'hui un sport international impliquant des équipes de tout le Pacifique.
Le tatouage maori (ta moko) a traversé les époques. Grâce à la beauté et à la symbolique de ses motifs, il s'est popularisé en dehors des frontières de la Nouvelle-Zélande. À l'origine, c'était le visage qui était au centre de l'art du tatouage maori, aujourd'hui, ces motifs spiralés sont systématiquement tatoués sur le corps.
L'usage du reo māori, autrefois limité à des régions isolées dans l'après-guerre, voit une certaine renaissance, en partie grâce aux écoles d'immersion complète en langue maorie et la chaîne de télévision Māori Television.
L'industrie cinématographique a débuté au cours des années 1920, mais ce n'est qu'à partir des années 1970 qu'apparaît un authentique cinéma néo-zélandais. Des films tels que Sleeping Dogs et Goodbye Pork Pie connaissent un immense succès et lancèrent les carrières de Sam Neill, Geoff Murphy et Roger Donaldson. Au début des années 1990, plusieurs films néo-zélandais eurent une immense audience internationale et emportèrent plusieurs prix prestigieux : La Leçon de piano de Jane Campion (Oscar, Palme d'or), L'Âme des guerriers de Lee Tamahori, et Créatures célestes de Peter Jackson. À la fin des années 1990 et au début des années 2000, celui-ci met en scène la trilogie du Seigneur des anneaux (Oscar du meilleur film et plusieurs autres) en Nouvelle-Zélande, son pays natal, utilisant des acteurs et une équipe presque entièrement néo-zélandaise. Les lieux du tournage sont aujourd'hui très fréquentés par les touristes. Beaucoup de productions non-néo-zélandaises ont également été filmées dans le pays, que ce soit pour Hollywood ou Bollywood.
Les médias de Nouvelle-Zélande sont dominés par quelques entreprises, la plupart étrangères. Le Broadcasting Standards Authority et le New Zealand Press Council peuvent faire des enquêtes à la suite d'allégations de non-neutralité et d'inexactitude dans la presse et à la télévision. Ceci, combiné aux dures lois contre la diffamation, font que les médias néo-zélandaises sont plutôt modérés et impartiaux. La télévision néo-zélandaise est dominée par des émissions américaines, avec des émissions australiennes et néo-zélandaises.
Parmi les symboles de la Nouvelle-Zélande (non officiels, puisque le gouvernement n'en a pas désigné), on trouve le koru (Cyathea dealbata, une fougère utilisée pour le logo des All Blacks), le kiwi, un arbre appelé « pōhutukawa rouge » (Metrosideros excelsa) et le « kōwhai jaune » (Sophora).

### Fêtes

#### Fête nationale

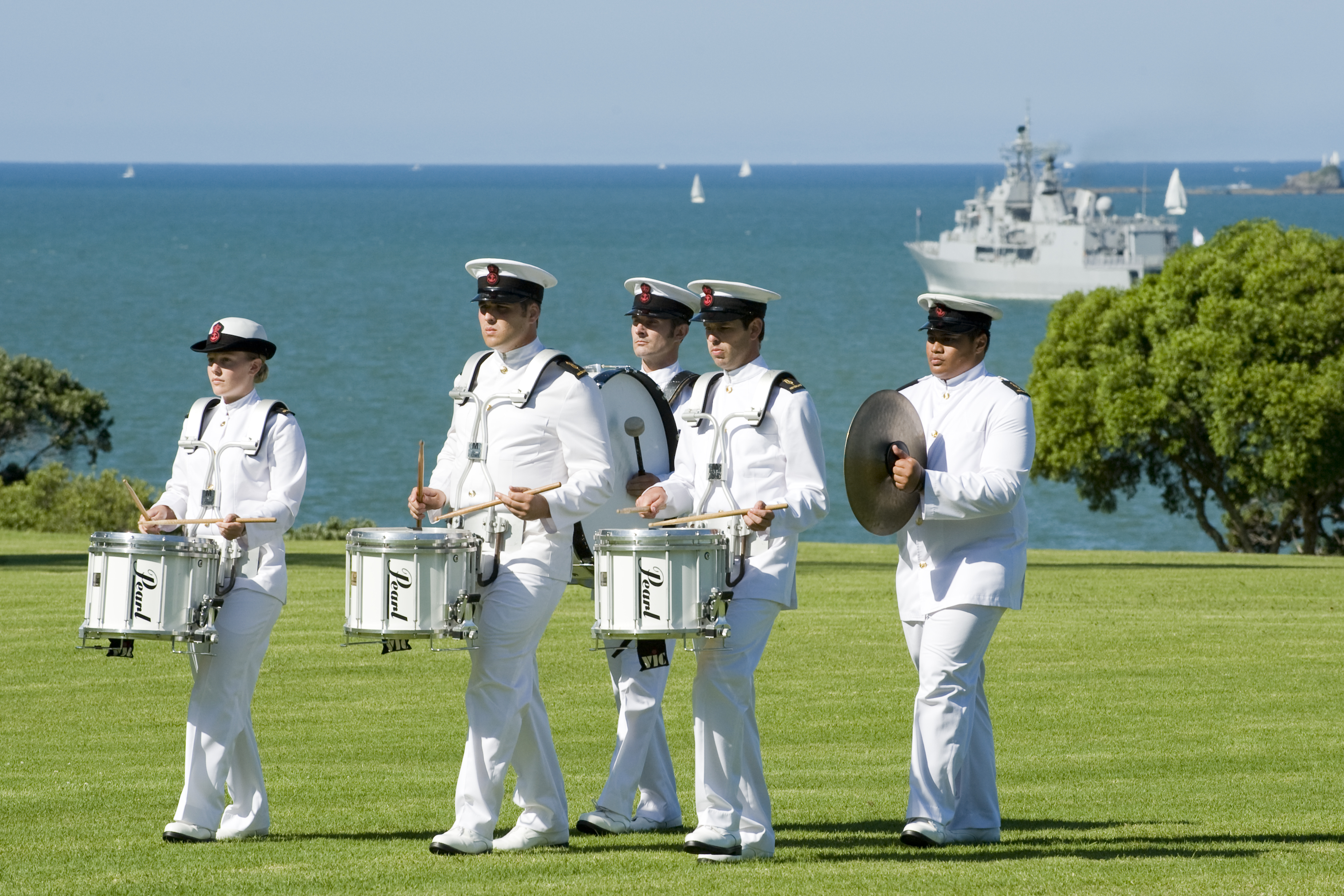
La fête nationale en Nouvelle-Zélande.

Tous les 6 février et ce, depuis 1840, les Néo-zélandais célèbrent la nation,.

#### Noël

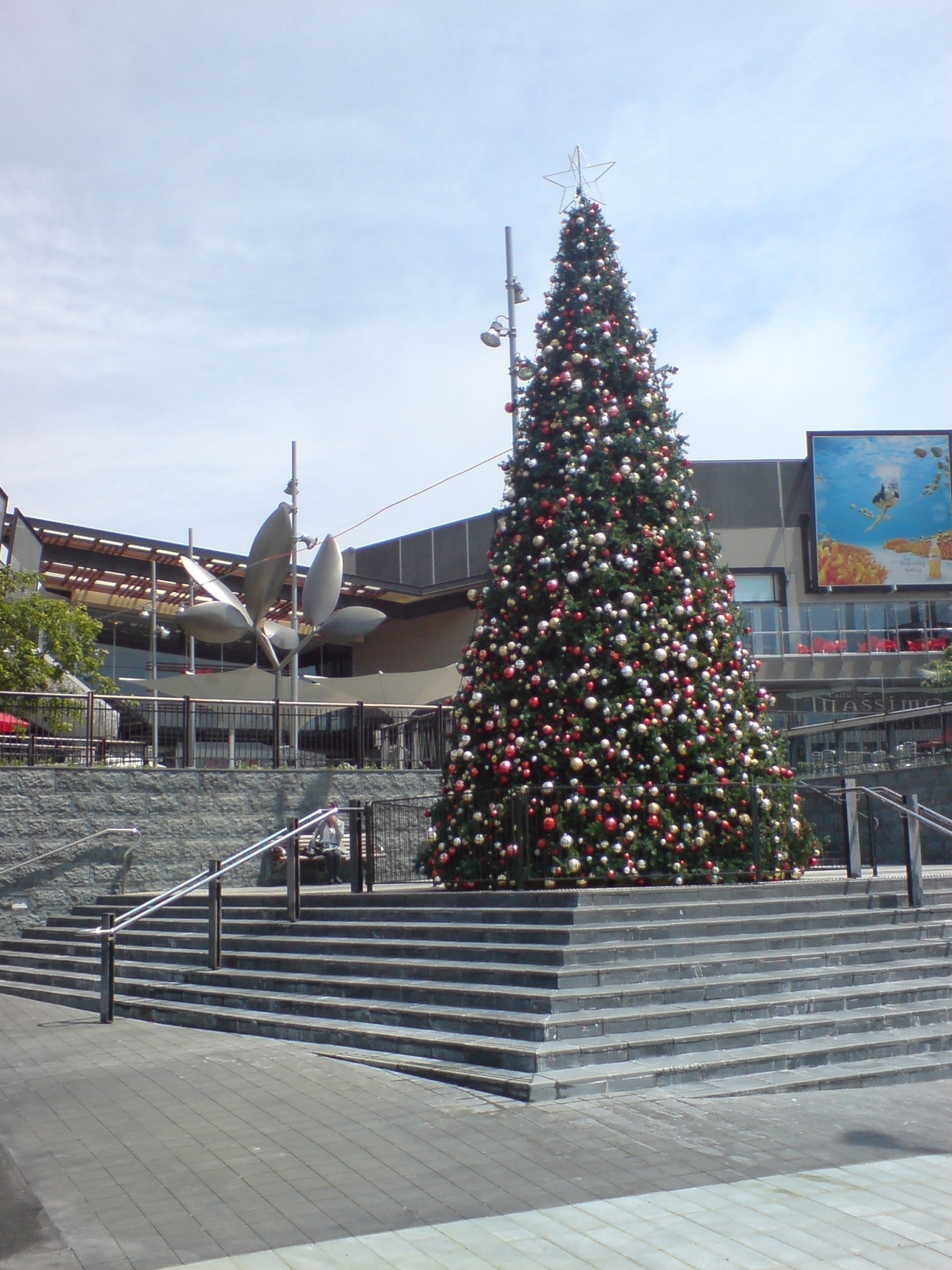
Un sapin de Noël sous le soleil en Nouvelle-Zélande.

Célébré le 25 décembre, Noël c'est comme ailleurs avec le père Noël, mais ce dernier est souvent représenté en tenue estivale. En Nouvelle-Zélande, Noël s'accompagne d'un repas constitué de dinde traditionnelle mais aussi de différentes viandes cuites au barbecue accompagnées de frites, salades et de patates douces. Le repas traditionnel est une cuisse de jambon. Enfin le dessert des fêtes est le pavlova,,.

#### Fête du roi
Le 1er juin, les Néo-Zélandais célèbrent l'anniversaire officiel du roi même si cette date ne correspond pas à la date réelle de son anniversaire,.

#### Fête d'ANZAC
La Nouvelle-Zélande célèbre tous les 25 avril la mémoire des soldats tombés au champ d’honneur durant la Première Guerre mondiale.

#### Matariki
Depuis 2022, la Nouvelle-Zélande célèbre le nouvel an maori, Matariki, le jour de l'apparition des Pléiades. C'est une fête à date variable. En 2025, Matakari sera célébré le 20 juin.
La Commission de la langue maorie réclamait depuis 2001 qu'on célèbre ce jour officiellement dans toute la Nouvelle-Zélande. Cette revendication est reprise en 2009 par le Parti māori, en 2011 par la coalition du Parti māori et du Parti national, et en 2020 par le Parti travailliste.

### Sport

L'équipe de Nouvelle-Zélande de rugby à XV.

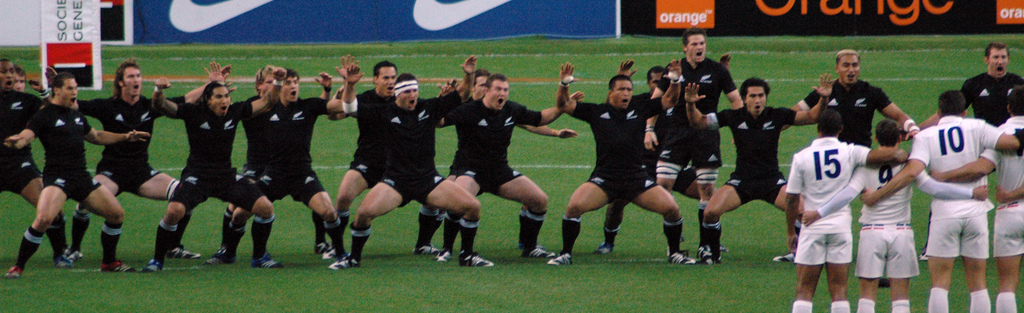
Les All Blacks faisant le haka face au XV de la Rose avec le capitaine Richie McCaw au fond.

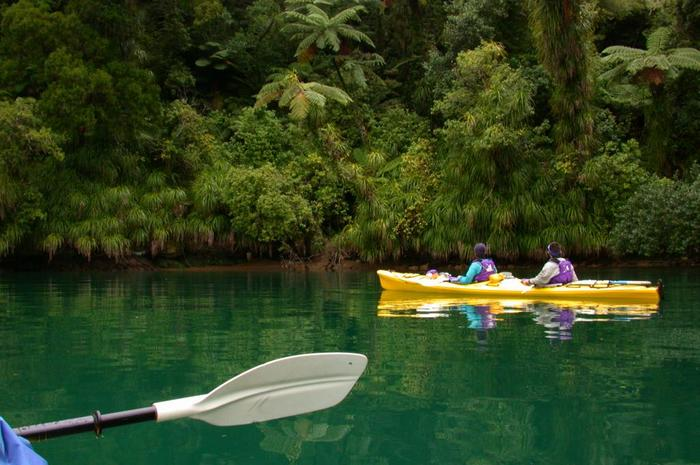
Kayak dans les Marlborough Sounds, Marlborough.

Le sport joue un rôle majeur dans la culture néo-zélandaise, particulièrement le rugby à XV. Parmi les autres sports très populaires, on trouve le cricket, le football, le rugby à XIII, le basket-ball, le netball et le boulingrin, ainsi que le golf, le tennis, le cyclisme, le hockey sur gazon, le ski, le snowboard, le softball et plusieurs sports nautiques, dont le surf, le nautisme, le kayak, le surf lifesaving et l'aviron,. Elle est également reconnue pour son bon ratio médailles-population aux Jeux olympiques et du Commonwealth.
Le rugby à XV est très étroitement lié à l'identité nationale néo-zélandaise,. Survivance des luttes ancestrales des peuples des îles du Pacifique, des danses guerrières traditionnelles maoris, ou haka, sont exécutées avant chaque match.
L'équipe de Nouvelle-Zélande de rugby à XV, surnommée « All Blacks », a les meilleures statistiques de victoires des équipes nationales à travers le monde. Elle accueille en 1987 la première Coupe du monde de rugby à XV, qu'elle remporte, et la septième en 2011, qu'elle remporte aussi. L'équipe nationale de Nouvelle-Zélande réalise même le premier doublé en gagnant la suivante, qui se déroule en Angleterre.
Le cricket est considéré comme le principal sport estival de la Nouvelle-Zélande et l'équipe de Nouvelle-Zélande de cricket (surnommée les Black Caps), est dans les toutes meilleures équipes du monde dans les deux formes du jeu, test cricket et One-day International. Elle accueille, en association avec l'Australie, la Coupe du monde de cricket en 2015.
La Nouvelle-Zélande est également l'une des nations les plus performantes dans le domaine de la voile, particulièrement dans les courses autour du monde et de longue distance. Emirates Team New Zealand a gagné la Coupe de l'America en 1995, 2000 et 2017.
Le netball est le principal sport féminin : l'équipe nationale, les Silver Ferns, a été plusieurs fois championne du monde. En équitation, on connaît surtout Mark Todd, dit le « Cavalier du Siècle ». Parmi les autres personnalités du sport néo-zélandais, on trouve Sir Richard Hadlee (cricket), Jonah Lomu (rugby à XV), Sir Peter Blake (nautisme), Michael Campbell (golf) et Valerie Adams (athlétisme).
La Nouvelle-Zélande est considérée par certains comme une destination de sport extrême et tourisme d'aventure. Sa réputation en sport extrême vient de l'établissement de la première organisation de saut à l'élastique du monde, sur le pont de Kawarau près de Queenstown dans l'île du Sud en 1986. Le zorbing est un sport extrême originaire du pays.

## Classements internationaux
- Classements politiques et économiques
  - Freedom in the World 2007 : libre, classée no 1 en politique et libertés publiques[157]
  - Liberté de la presse 2014 : 9e[158]
  - PIB par habitant 2013 : 28e ($ 30 400[12])
  - Indice de développement humain 2021 : 0,937 (13e)[5]
  - Égalité de revenus : 53e
  - Alphabétisation 2003 : 99,0 %[12]
  - Chômage 2013 : 66e plus bas (6,4 %)[12]
  - Global Peace Index : 1er (en 2009)[159]
  - Corruption 2007 : 1re nation la moins corrompue (9,4), ex-aequo avec le Danemark et la Finlande[160]
  - Indice de liberté économique : 5e (81,2)
- Autres
  - Émissions de dioxyde de carbone par habitant 2004 : 7,7 tonnes par personne[161]
  - Consommation d'électricité 2005 : 48e plus élevé, à 38 550 000 000 kWh[12]
  - Utilisateurs d'internet 2006 : 3,2 millions[12]
  - Consommation de bière : 16e plus élevé, à 77 litres par personne
  - Indice de performance environnementale : 1re de 80 pays, à 88 %[162]
  - Global Prosperity Index (en) : 5e[121],[122]
  - Égalité des sexes 2007/2008 : 11e de 93 pays[161]